# Parti social-démocrate d'Allemagne
Pour les articles homonymes, voir Parti social-démocrate et SPD (homonymie).
Le Parti social-démocrate d’Allemagne (en allemand : Sozialdemokratische Partei Deutschlands, abrégé en SPD), fondé en 1875 sous le nom de SAP et rebaptisé SPD en 1891, est un parti social-démocrate et le plus vieux parti politique d'Allemagne. C'est le seul des grands partis actuels de la République fédérale d'Allemagne qui existait sous une forme comparable avant la Seconde Guerre mondiale. C'est, avec la CDU, le parti politique allemand ayant le plus d'adhérents avec un total de 500 000. Après la guerre, il a longtemps été le seul parti de gauche de taille notable du pays, jusqu'à la création de Die Linke, plus à gauche.
La social-démocratie allemande trouve ses origines dans la révolution de Mars 1848, puis se développe durant la période de l'Empire allemand. Elle a dû faire face à une résistance féroce des autres partis qui ont voté entre 1878 et 1890 les lois antisocialistes qui interdisent toutes associations sociales-démocrates. Malgré tout, en 1912 le parti devient le premier parti du pays en termes de suffrages recueillis. Il doit cependant attendre 1918 puis la république de Weimar pour participer aux gouvernements. La montée du Parti communiste et la crise économique mondiale poussent le parti sur la défensive. Malgré son vote contre la loi des pleins pouvoirs, le parti ne peut rien contre l'ascension au pouvoir des nazis. Ceux-ci interdisent le parti et persécutent ses membres, allant jusqu'à en envoyer certains dans les premiers camps de concentration dès 1933. Des militants du SPD participent à la résistance allemande au nazisme. Une fois la guerre terminée, la démocratie revient en Allemagne et le parti retrouve sa position antérieure. La bonne santé économique de l'Allemagne le laisse toutefois dans un premier temps dans l'opposition. Il faut attendre 1966 pour que le parti sorte de l’opposition en gouvernant en tant que partenaire minoritaire de la CDU/CSU. Le parti accède enfin à la chancellerie en 1969 et restera à la tête du gouvernement jusqu'en 1982 porté par les chanceliers Willy Brandt puis Helmut Schmidt. Il passe ensuite près de 20 ans dans l'opposition, ce qui se traduit par une longue crise interne. Gerhard Schröder remporte les élections fédérales de 1998 grâce à un programme centriste et met en place en 2003 le très controversé Agenda 2010. Cette loi, d'orientation libérale, ne trouve pas de consensus au sein du parti, ce qui conduit à la naissance du WASG en 2005, qui devient Die Linke en 2007, sur son aile gauche. Le SPD est au pouvoir quasiment sans discontinuer (à l’exception d’une brève période d’opposition de 2009 à 2013) depuis 1998, alternant entre la chancellerie et le statut de partenaire minoritaire de la CDU/CSU, ce qui n’a pas facilité la quête d’une direction politique claire ou l’émergence d’une nouvelle offre.
Les résultats du parti se sont globalement améliorés à partir de 1950 et jusqu’à son accession à la chancellerie en 1969, avant de chuter continuellement entre 1970 et 1990. La décennie 1990-2000 voit néanmoins une inversion de la tendance, qui culmine avec l’arrivée de Schröder à la chancellerie en 1998. Néanmoins, la décennie 2000-2010 voit le SPD entamer une nouvelle chute avant de se stabiliser autour de 20-25% pendant la décennie 2010-2020.
La base électorale du parti, historiquement constituée des ouvriers et des artisans, s'est transformée dans la seconde partie du XXe siècle et repose aujourd'hui avant tout sur les fonctionnaires et les salariés. Au plan régional, le parti est mieux représenté dans l'ouest de l'Allemagne. Il dirige actuellement sept Länder sur seize et participe au gouvernement de cinq autres en tant que partenaire minoritaire.
La structure du parti repose sur les assemblées générales annuelles où les décisions importantes sont prises par les délégués, élus indirectement par la base des militants. Des associations internes, les AG, permettent aux membres d'une même tranche d'âge ou d'une même branche professionnelle de se rassembler et d'échanger au sein du parti.
Le SPD gouverne actuellement les Länder de Basse-Saxe, Brandebourg, Brême, Hambourg, Mecklembourg-Poméranie-Occidentale, Rhénanie-Palatinat, Sarre et participe aux gouvernements de Berlin, Hesse, Saxe, Saxe-Anhalt et Thuringe avec la CDU.

## Histoire

### Précurseurs et sous l'Empire allemand
L'histoire de la social-démocratie allemande débute peu avant 1850 avec la fondation d'organisations « socialistes utopiques » à l'étranger, notamment la Ligue des justes (qui devient par la suite la Ligue des communistes). La révolution de Mars 1848 marque un point de départ, avec la création d'une première organisation nationale : la Fraternité générale des travailleurs allemands. Elle aide au développement des syndicats et des partis socialistes au sein de l'ensemble de la confédération germanique. Par la suite, le 23 mai 1863 est fondée l'Association générale des travailleurs allemands (ADAV de l'allemand Allgemeine Deutsche Arbeiterverein) de Ferdinand Lassalle. En parallèle, apparaît un mouvement concurrent mené par August Bebel et Wilhelm Liebknecht qui sont proches de Karl Marx. Ensemble ils fondent successivement le Parti populaire saxon en 1866, puis le SDAP en 1869. Les deux tendances s'opposent sur les questions des syndicats et de la forme que doit prendre l'unité allemande. Elles fusionnent finalement en 1875, 4 ans après la formation de l'Empire allemand, et forment le SAP.
Les lois antisocialistes de 1878, souhaitées par le chancelier impérial Otto von Bismarck, interdisent les partis politiques et les organisations socialistes jusqu'à la fin des années 1880. Le SAP est l'un des principaux partis fondateurs de la Deuxième Internationale. Après l'abrogation des lois antisocialistes, le SAP est renommé pour devenir le SPD en 1890 qui s'impose rapidement comme un des principaux partis politiques allemands, malgré les arrestations fréquentes des rédacteurs en chef de ses journaux, de ses cadres et de ses élus. Dans la seconde moitié des années 1890, Eduard Bernstein fait éclater le débat dit « révisionniste ». La question est de savoir si le parti doit suivre une voie révolutionnaire ou réformatrice, dite donc révisionniste. La direction du parti se décide pour cette seconde solution.

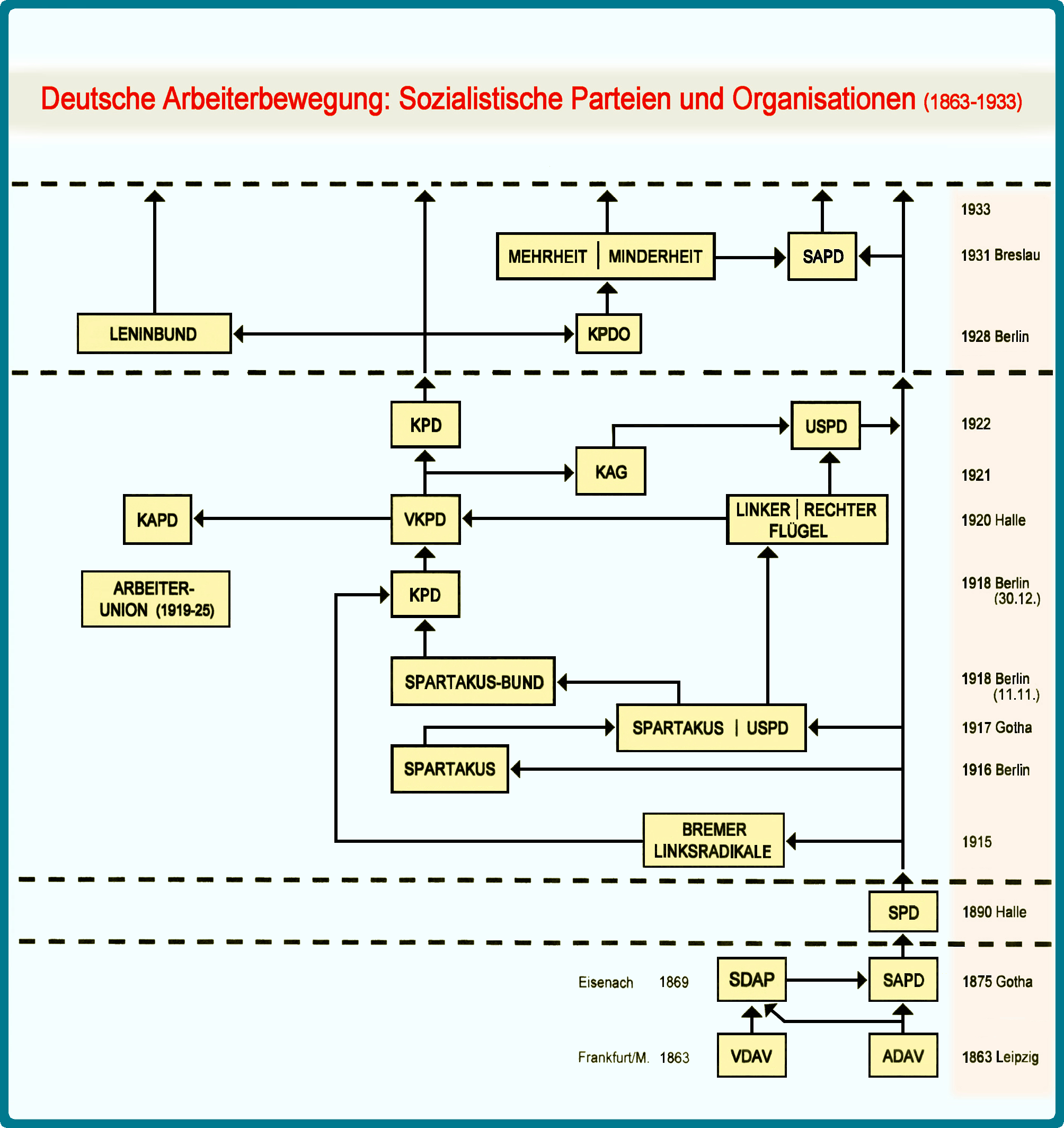
Les différents partis politiques ouvriers entre 1863 et 1933.

Lors des élections de 1912, il devient pour la première fois le premier parti politique en termes de mandats au Reichstag avec 34,8 % des voix et 110 sièges détrônant ainsi le Zentrum. Toutefois, il reste dans l'opposition jusqu'aux réformes d'Octobre de 1918. Le gouvernement n'a en effet pas besoin d'un vote de confiance du parlement.
Au cours des années, différents courants politiques se développent au sein de la social-démocratie. Certains se scindent du SPD, mais à l'exception du Parti communiste d'Allemagne (KPD), ils finissent par y être réintégrés. À ses débuts la tendance démocrate, dite « radicale », fortement influencée par Lassalle domine le mouvement. Elle est favorable au corporatisme, ce qui limite l'influence du syndicalisme. Ce n'est que par la suite que le marxisme s'impose. Le véritable tournant a lieu dans les années 1890 avec le débat interne au parti sur la manière de mettre en place ses idées. L'aile réformatrice y gagne en influence face à celle révolutionnaire qui à la mort de Bebel en 1913 se retrouve en minorité. Les théories sociales et économiques développées par Karl Marx, leur développement historique, ainsi que les concepts révolutionnaires en découlant marquent profondément la social-démocratie jusqu'à la seconde moitié du XXe siècle.
Pendant la Première Guerre mondiale, l'USPD fait scission en 1917 pour protester contre la politique de paix des forteresses menée par le reste du SPD. Le parti vote en effet les crédits de guerre. Cette décision du SPD le 4 août 1914 de se rallier à la guerre, est décrite par Rosa Luxemburg comme « une déroute politique et morale allant jusqu’à l’anéantissement, un effondrement inouï ». L'USPD compte parmi ses membres : Rosa Luxemburg, Karl Liebknecht, Hugo Haase, Karl Kautsky, Paul Levi, Otto Rühle, Anna Stiegler, ou Clara Zetkin. L'aile gauche du USPD, la Ligue spartakiste, donne naissance en janvier 1919, après la révolution de 1918, au Parti communiste d'Allemagne (KPD). Il absorbe finalement la majorité de gauche de l'USPD en 1920. La grande majorité des restes de ce dernier parti rejoint finalement le SPD en 1922. Il disparaît définitivement en 1931 en rejoignant le Parti socialiste ouvrier d'Allemagne.

### Sous la république de Weimar
Au début de la révolution allemande le SPD et l'USPD s'allient pour placer le chef du SPD, Friedrich Ebert, au poste de président. Avec le parti libéral DDP et le parti catholique Zentrum, le SPD est l'un des partis fondateurs de la république de Weimar en 1919. Après l'échec du parti (qui passe de 38,7 % à 21,6 %, tout en restant premier parti d'Allemagne) et de ses partenaires bourgeois aux élections de 1920, le SPD ne participe plus aux gouvernements que de manière anecdotique. Sur les treize années de la République, il n'est présent au gouvernement qu'un peu moins de cinq ans, alternant succès et recul électoral à chaque passage au pouvoir.
La montée du Parti communiste d'Allemagne (KPD) ne tarde pas à limiter l'influence du SPD. De plus, une partie de la gauche du SPD est exclue en 1931 et fonde le Parti socialiste ouvrier d'Allemagne (SAPD). En 1933, le SPD ne recueille plus que 18,3 % des voix, à comparer aux 37,9 % qu'il obtenait en 1919.

### Sous le Troisième Reich

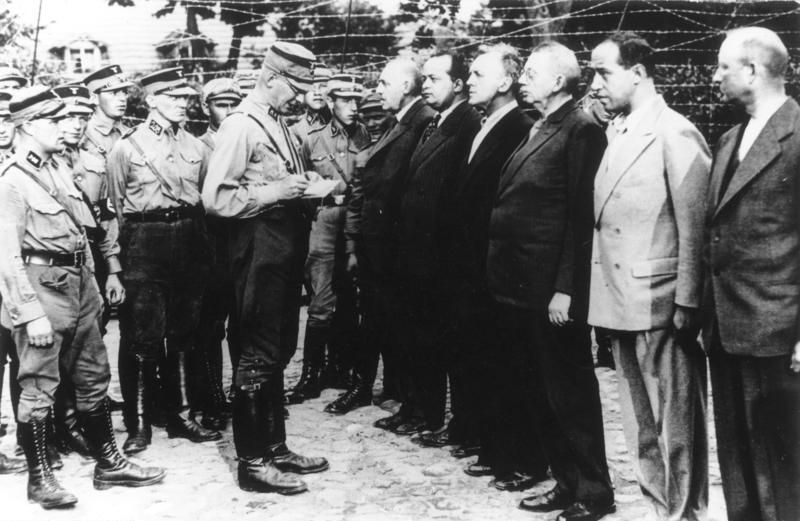
Des SA devant des membres prisonniers du SPD en août 1933 au camp de concentration d'Oranienbourg, de gauche à droite : Ernst Heilmann, Friedrich Ebert junior, Alfred Braun, Heinrich Giesecke, Hans Flesch et Kurt Magnus.

Après l'arrivée au pouvoir des nazis, le SPD est le seul parti à ne pas voter la loi des pleins pouvoirs au Reichstag le 23 mars 1933. Le KPD était déjà interdit. Comme tous les autres partis et syndicats allemands (à l'exception du parti unique NSDAP), le SPD est interdit par le gouvernement nazi dès l'été 1933. De nombreux membres du parti partent en exil ; les autres sont poursuivis, emprisonnés de manière provisoire ou envoyés dans les camps de concentration où certains perdent la vie.
Le parti se reconstitue en exil, dit Sopade, dans un premier temps à Prague, d'où il est chassé en 1938 par l'invasion de la Tchécoslovaquie à la suite des accords de Munich. Les sociaux-démocrates allemands se réinstallent en France, pays qu'ils doivent à leur tour fuir pour Londres en 1940 à la suite de la défaite militaire française. Quelques jours après le début de la Seconde Guerre mondiale, le SPD en exil à Paris avait affirmé son soutien aux Alliés et à la suppression par la voie militaire du gouvernement nazi.
De nombreux militants du SPD ont été actifs dans la résistance allemande au nazisme, et la répression les a durement atteints.

### Depuis la fin de la Seconde Guerre mondiale

#### Renaissance et opposition: 1945-1967

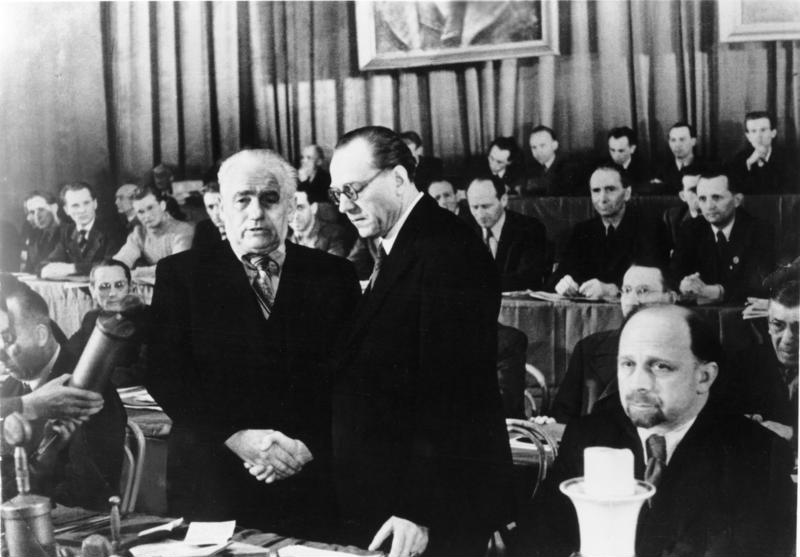
Fusion forcée du SPD avec le KPD à l'Admiralspalast de Berlin le 21 avril 1946, ici la poignée de main entre Otto Grotewohl et Wilhelm Pieck.

Dès la fin de la Seconde Guerre mondiale, le SPD renaît de ses cendres dans toutes les zones d'occupation et reprend l'organisation et l'idéologie qui était la sienne avant le conflit. Dans la zone soviétique toutefois, future RDA, les autorités soviétiques et les cadres du Parti communiste d'Allemagne (KPD), bénéficiant de la complicité de cadres sociaux-démocrates comme Otto Grotewohl, obligent la fusion du SPD avec le KPD, pour donner naissance au Parti socialiste unifié d'Allemagne (SED), qui devient ensuite le parti dirigeant de la RDA. En RFA, le chef du SPD Kurt Schumacher refuse fermement la proposition de fusion que lui fait le KPD en 1949.
Entre 1949 et 1966, le SPD est le principal parti d'opposition, la CDU/CSU ayant toujours la majorité au Bundestag.

#### Godesberg et le retour au gouvernement: 1959-1982

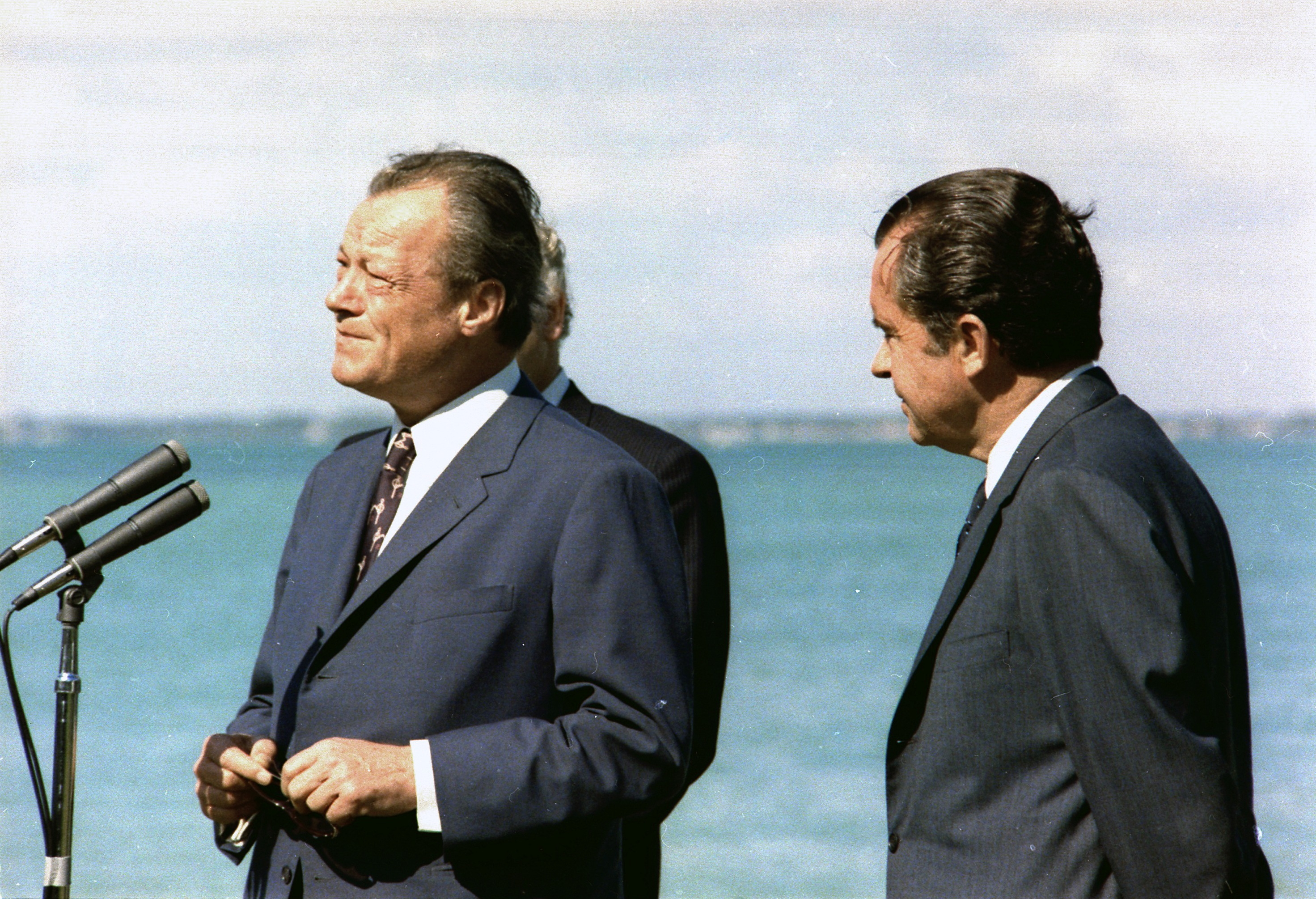
Willy Brandt (à gauche) avec le président américain Richard Nixon.

En 1959, le programme de Bad Godesberg marque un tournant, le SPD abandonnant toutes idées marxistes. Il ne se considère donc plus comme un parti de classe, mais comme un parti du peuple. Ce changement permet l'entrée du parti dans une grande coalition avec la CDU/CSU dirigée par le chancelier fédéral Kurt Georg Kiesinger de 1966 à 1969. La participation du SPD à cette coalition gouvernementale confirme qu'il fait désormais partie de l'establishment. En 1969, Willy Brandt prend la tête d'une coalition avec les libéraux du FDP, donnant de nouveaux espoirs aux partisans d'une politique progressiste, notamment dans les mouvements estudiantins. Son mandat est marqué par l'Ostpolitik sur le plan étranger et par l'interdiction pour les extrémistes d'entrer dans la fonction publique. Brandt démissionne en 1974 après la révélation qu'un de ses collaborateurs les plus proches, Günter Guillaume, est un agent de la RDA.
Helmut Schmidt, qui succède à Brandt au poste de chancelier, dispose de moins de liberté politique. Le parti est sous pression. Les actes terroristes d'extrême gauche de la RAF font que les conservateurs exigent une fort renforcement sécuritaire. De l'autre côté, l'aile gauche durablement renforcée par les mouvements de 1968, critique vivement la politique énergétique et contre la politique ferme adoptée dans la crise des euromissiles. La fin de la coalition sociale-libérale en 1982, date à laquelle le FDP brise la coalition, plonge le parti dans l'opposition pour longtemps. La crise interne s'installe également.

#### Longue période dans l'opposition: 1982-1998

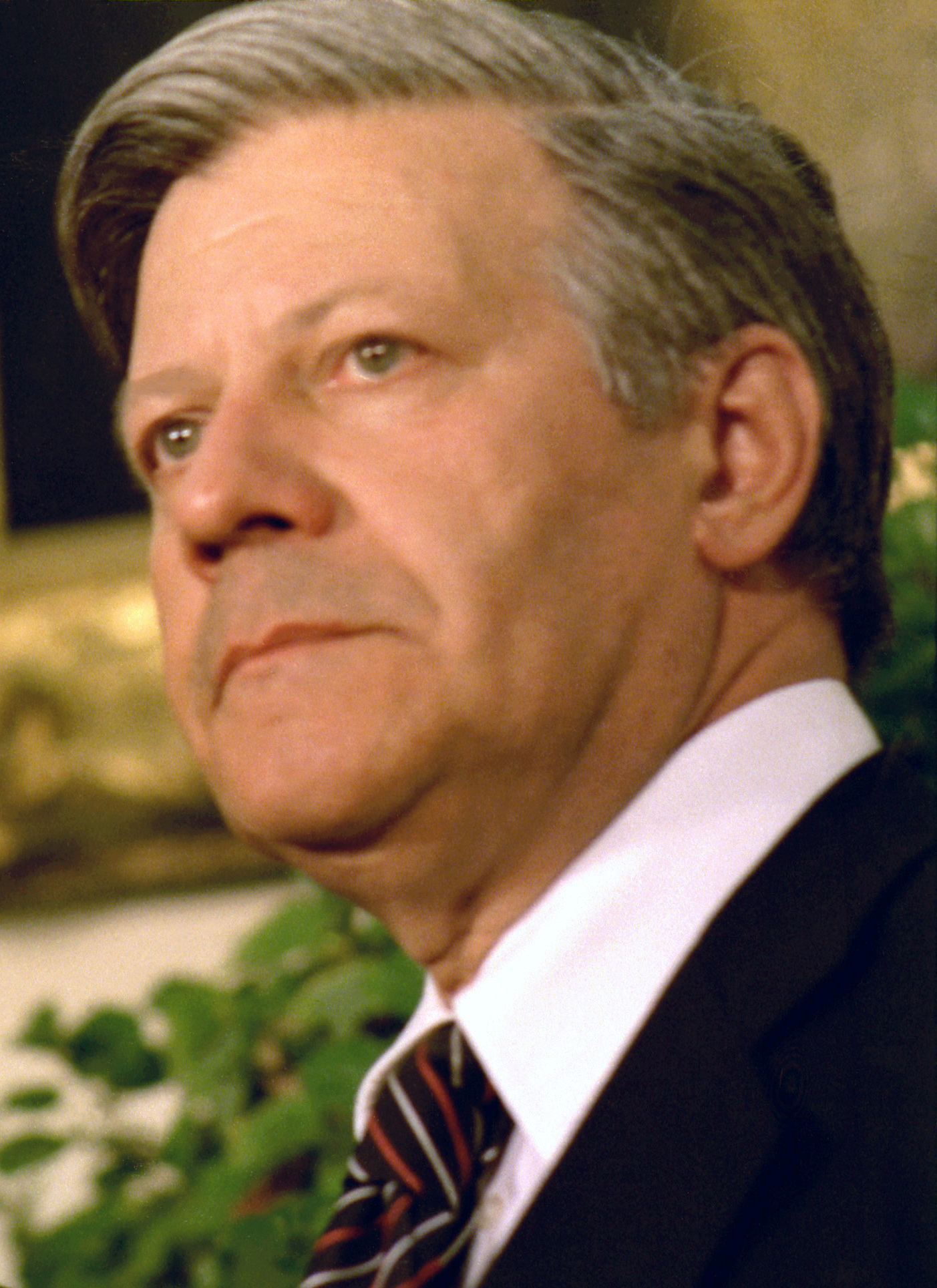
Helmut Schmidt.

En 1983 les Verts (Grüne) font leur entrée dans le jeu politique en obtenant leurs premiers sièges au Bundestag. Ce parti est le premier concurrent de gauche du SPD depuis les années 1950 ; il crée cependant la possibilité d'une « majorité à gauche du centre » (Willy Brandt).
Le 7 octobre 1989, Markus Meckel, un pasteur, et Martin Gutzeit (de) fondent le Parti social-démocrate de RDA, non inféodé aux anciennes structures communistes. Il fusionne avec le SPD peu avant la réunification.

#### Coalition rouge-verte: 1998-2005
En 1998, la vision de Brandt devient réalité : Gerhard Schröder est élu chancelier avec le soutien d'une coalition SPD-Verts. Le président du parti Oskar Lafontaine est nommé ministre des Finances. Le conflit entre la Realpolitik du chancelier et les positions keynésianistes plus marquées à gauche de son ministre/chef-de-parti est inévitable et aboutit à la démission de Lafontaine de toutes ses fonctions en mars 1999. Ayant perdu la majorité dans la chambre haute du parlement (Bundesrat) un mois plus tôt, le gouvernement est dans l'obligation de s'entendre avec l'opposition dans la plupart des sujets majeurs ce qui lui rend la situation difficile.
En 2003 est voté l'Agenda 2010, symbole de la politique économique libérale de Schröder. Il rencontre une forte résistance interne et crée des dissensions entre les différents courants politiques du parti. Le chancelier doit peser de tout son poids pour imposer sa réforme.

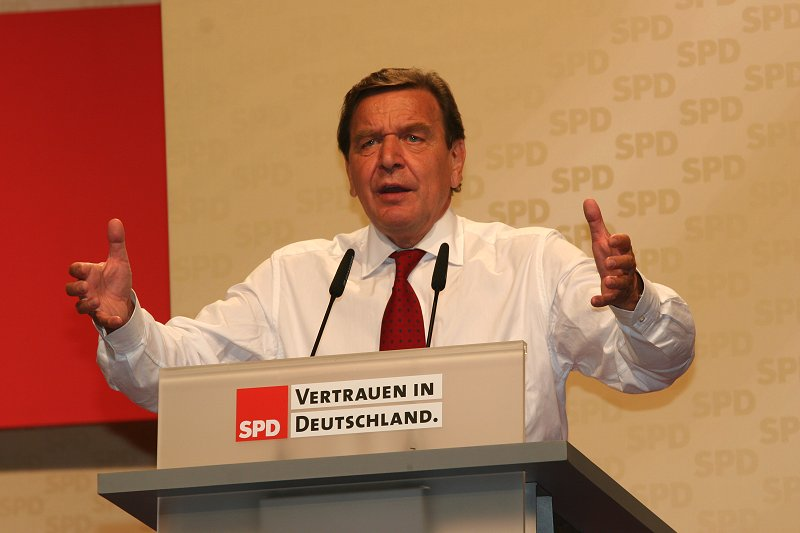
Gerhard Schröder lors d'un discours de campagne en 2005.

Le 25 mai 2005, Oskar Lafontaine rend sa carte de membre et intègre dans la foulée l'Alternative électorale travail et justice sociale (WASG) qui vient de passer une alliance électorale avec le PDS, le successeur du SED est-allemand, pour les élections de l'automne. La WASG s'était formée déjà depuis quelques mois par scission du SPD. Le parti n'a pas le vent en poupe : le nombre des adhérents, proche d'un million dans les années 1970, passe à moins de 600 000 en 2005. La défaite lors des élections régionales en Rhénanie du Nord-Westphalie, bastion du parti, pousse le chancelier et la direction du SPD à appeler à des élections législatives anticipées. Un autre motif pour ses élections est le risque pour les sociaux-démocrates de laisser une majorité de deux tiers à l'Union et au FDP en cas de nouvelle défaite aux élections régionales. Le parti fait campagne pour la poursuite des réformes et une reconduction de la coalition rouge-verte.

#### Deuxième grande coalition: 2005-2009
Lors des élections fédérales de 2005, ses rivaux à gauche WASG et PDS font liste commune sous le nom « Die Linke.PDS » (La Gauche.PDS), menés par l'ancien président du SPD, Oskar Lafontaine. Malgré les sondages qui prévoient une catastrophe pour le SPD, le parti limite les dégâts ; bien que battu, il fait quasiment jeu égal avec la CDU (36,8 % des voix et 226 députés pour la CDU contre 36,2 % 222 députés pour le SPD). La CDU n'a par conséquent pas la majorité nécessaire pour former seule le gouvernement, alors que le SPD, au contraire pourrait mathématiquement former une coalition à gauche avec les verts (8,1 %, 51 députés) et Die Linke.PDS (8,7 %, 54 députés) qui réussit une première percée aux élections, et notamment à l'ouest.

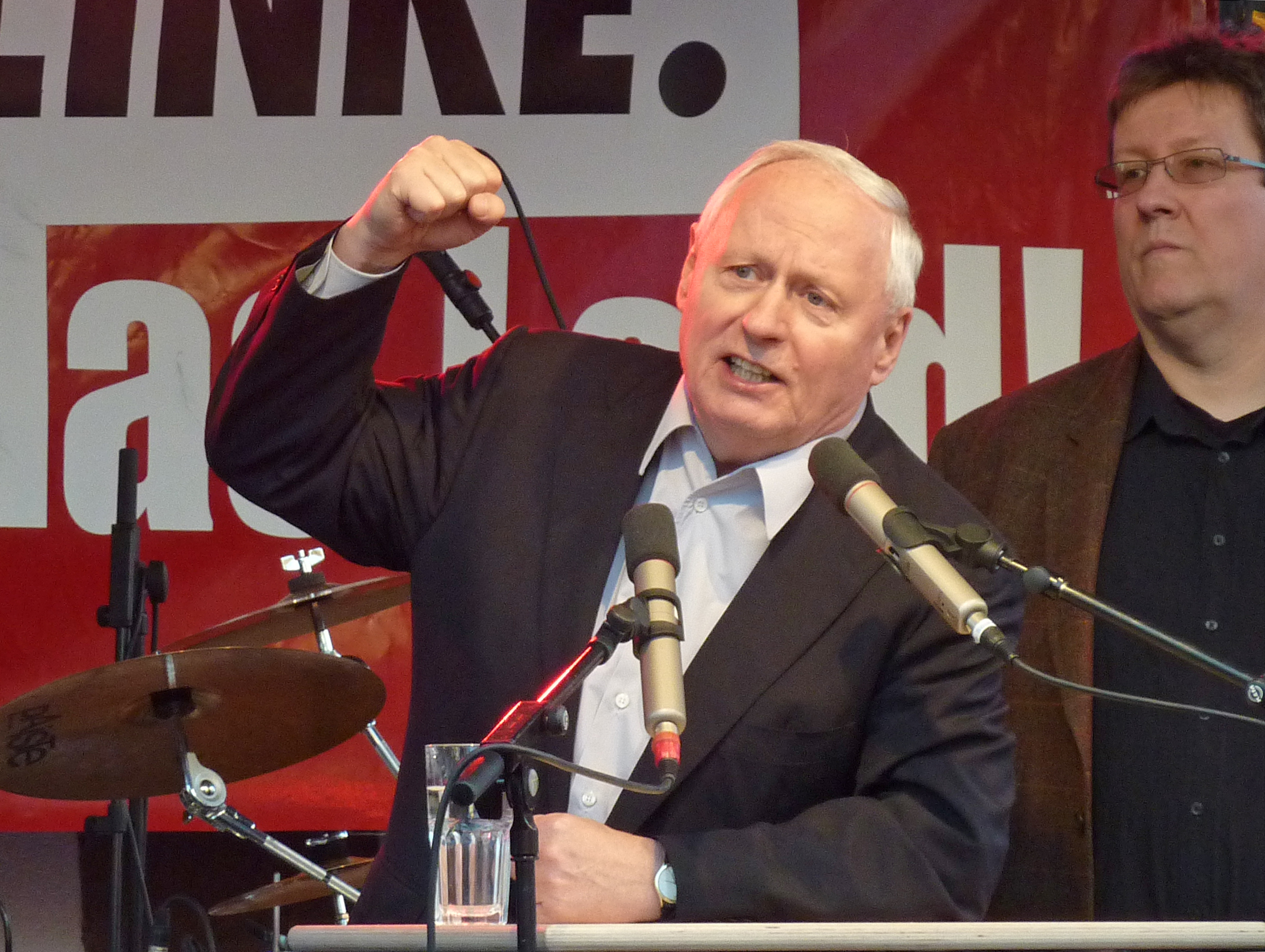
Oskar Lafontaine.

Le SPD refusant de s'allier à Die Linke préfère alors participer à une nouvelle grande coalition menée par la chancelière Angela Merkel (CDU), gouvernement de l'Allemagne de 2005 à 2009.
Après les élections, les principaux promoteurs de l'Agenda 2010, Gerhard Schröder et le ministre de l'Économie et du Travail, Wolfgang Clement, ont quitté le premier plan de la politique. Sous le nouveau président, Matthias Platzeck, plus conciliant que Schröder, le débat s'est calmé, mais après sa retraite, il restera à son successeur Kurt Beck la tâche de stabiliser le parti dont il est le neuvième président depuis 1987, alors qu'il n'y en avait eu que trois entre 1946 et 1987.
Dès lors, le SPD se retrouve dans la situation difficile de devoir gouverner avec la droite alors que le parti Die Linke peut s'établir comme le seul parti d'opposition de gauche. Un problème structurel pour le parti reste que son programme et son orientation officielle sont encore en grande partie ceux du congrès réformateur de Bad Godesberg de 1959 et des années 1970, ce qui crée une division interne entre ceux qui souhaitent rester fidèle à ces idées et un courant favorable à une « modernisation » du parti vers des positions plus « centristes ». Pour contrer la montée en puissance de Die Linke, Beck oriente le SPD dans le sens d'une ligne politique plus ancrée à gauche, remettant en question les réformes entreprises sous l'égide de Schröder. Ce revirement fera long feu : dans le courant de l'année 2008 Beck est renversé par l'aile droite du parti, qui le remplace par Franz Müntefering et désigne Frank-Walter Steinmeier comme candidat à la chancellerie. Les deux hommes, proches de Schröder et membres du gouvernement de grande coalition ré-alignent le SPD sur ses positions centristes. Ce nouveau revirement stratégique est un échec : le parti s'effondre dans les sondages et obtient un résultat historiquement mauvais de 20,8 % des voix aux élections européennes de 2009 et d'autres résultats très médiocres lors de trois scrutins régionaux organisés un mois avant les élections fédérales.

#### Retour dans l'opposition: 2009-2013
Ces défaites coïncidant avec une montée en puissance de Die Linke, le SPD entreprend un nouveau virage à gauche à quelques jours du scrutin fédéral, mais Steinmeier s'obstine à rejeter toute forme d'accord national avec Die Linke, et prône même la formation d'une coalition en feu tricolore fédérant le SPD, les verts et le FDP qui mène dans le même temps une campagne clairement libérale. La fin de non-recevoir adressée à Steinmeier par le leader libéral-démocrate Guido Westerwelle achève de ruiner les chances des sociaux-démocrates de se maintenir au pouvoir autrement qu'en maintenant en place la grande coalition sous domination chrétienne-démocrate.
Cette accumulation de difficultés et de contradictions sera à l'origine d'une défaite historique aux élections fédérales de 2009: avec seulement 23 % des voix, le SPD perd plus de onze points, un tiers de ses élus et réalise sa plus mauvaise performance depuis la chute du nazisme. Rejeté dans l'opposition, il semble entrer dans une crise durable.
Lors du congrès suivant, tenu à Dresde les 12, 13 et 14 novembre 2009, le parti a rénové l'ensemble de sa direction. L'ancien ministre fédéral de l'Environnement Sigmar Gabriel est ainsi élu président avec 94 % des voix, tandis qu'Andrea Nahles, figure de l'aile gauche du SPD, devient secrétaire générale. Aucun vice-président n'est reconduit, et parmi les nouveaux figurent Klaus Wowereit, bourgmestre-gouverneur de Berlin à la tête d'une coalition avec Die Linke, et la ministre des Affaires sociales de Mecklembourg-Poméranie-Occidentale Manuela Schwesig, jeune femme de 35 ans révélée au moment de la campagne électorale.

#### Troisième grande coalition: 2013-2018
Les élections fédérales de 2013 sont un succès pour le parti d'Angela Merkel, qui obtient 41,5 % des voix et rate la majorité absolue de seulement cinq sièges contre 25,7 % à son principal rival, le SPD, dont la campagne menée par Peer Steinbrück est jugée mauvaise par les analystes politiques. Le SPD choisit de s’allier avec la droite, alors que l’ensemble des forces de gauche et des écologistes dispose de la majorité des sièges. Il obtient six portefeuilles ministériels, Sigmar Gabriel devenant en particulier vice-chancelier et ministre fédéral de l'Économie. Les accords avec la CDU prévoient notamment l'introduction d'un salaire minimum et de faciliter l'obtention de la double-nationalité pour les enfants turcs nés en Allemagne.
Le SPD est confronté à un recul constant de ses effectifs, avec 70 000 membres de moins entre 2007 et 2016.

#### Quatrième grande coalition: 2018-2021
Les élections fédérales de 2017 sont un nouvel échec pour le SPD, qui n'obtient que 20,51 % des voix. Le Figaro explique : « La sociologie électorale de l'Allemagne, avec l'éclatement du salariat ou la fragilisation des classes moyennes, a rendu plus difficiles les élections pour la gauche, privée de sa base électorale traditionnelle ».

#### Première coalition en feu tricolore: depuis 2021
Lors des élections fédérales de 2021, le SPD, mené par Olaf Scholz, arrive en tête des suffrages avec 25,74 % des voix, devançant la CDU/CSU pour la première fois depuis 2002. Avec une majorité relative de 206 sièges, il est contraint de former une coalition avec l'Alliance 90/Les Verts et le Parti libéral-démocrate. Le 8 décembre 2021, Olaf Scholz succède à Angela Merkel comme chancelier fédéral.
Le mandat d'Olaf Scholz est secoué par l'Invasion de l'Ukraine par la Russie à partir de février 2022. La question de l'envoi d'armes devient un sujet sensible au sein de la coalition, entrainant des tensions avec les écologistes. La hausse des prix de l'énergie et la dépendance allemande aux importations de gaz russe est également une source de conflit. En 2023, SPD enregistre un important revers lors des élections régionales à Berlin, devancé par la CDU et talonné par Alliance 90/Les Verts. Bien que la coalition conserve la majorité, le recul du SPD illustre les difficultés nationales du parti.
Aux élections européennes de juin 2024, la coalition au pouvoir d'Olaf Scholz connaît une « sévère défaite » arrivant troisième après la CDU et l’AFD. Le Parti social-démocrate enregistre le plus mauvais score de son histoire, avec 13,9 % des voix. Début septembre, lors des scrutins régionaux de Thuringe et de Saxe, la SPD connaît à nouveau un fort recul avec un score estimé entre 6,5 et 8,5 % dans ces deux régions. Les résultats confirment un nouveau revers majeur du gouvernement de coalition du chancelier Olaf Scholz avec les Verts et les libéraux du FDP, un an avant les élections législatives de 2025.
Aux élections fédérales de février 2025, la SPD réalise son deuxième plus mauvais score depuis la Seconde Guerre mondiale. Le dirigeant de la CDU Friedrich Merz compte néanmoins pouvoir former une coalition avec les sociaux-démocrates de la SPD.

## Résultats électoraux

### Empire allemand
| Année                   | %    | Mandats   |
| ----------------------- | ---- | --------- |
| ADAV additionné au SDAP |      |           |
| 1871                    | 3,2  | 2 / 382   |
| 1874                    | 6,8  | 9 / 397   |
| SAP                     |      |           |
| 1877                    | 9,1  | 12 / 397  |
| 1878                    | 7,6  | 9 / 397   |
| 1881                    | 6,1  | 12 / 397  |
| 1884                    | 9,7  | 24 / 397  |
| 1887                    | 10,1 | 11 / 397  |
| SPD                     |      |           |
| 1890                    | 19,8 | 35 / 397  |
| 1893                    | 23,3 | 44 / 397  |
| 1898                    | 27,2 | 56 / 397  |
| 1903                    | 31,7 | 81 / 397  |
| 1907                    | 28,9 | 43 / 397  |
| 1912                    | 34,8 | 110 / 397 |

### République de Weimar
| Année   | %    | Mandats   |
| ------- | ---- | --------- |
| 1919    | 37,9 | 163 / 423 |
| 1920    | 21,7 | 102 / 459 |
| 05/1924 | 20,5 | 100 / 472 |
| 12/1924 | 26,0 | 131 / 493 |
| 1928    | 29,8 | 153 / 491 |
| 1930    | 24,5 | 143 / 577 |
| 07/1932 | 21,6 | 133 / 608 |
| 11/1932 | 20,4 | 121 / 584 |
| 03/1933 | 18,3 | 120 / 647 |

### Au niveau fédéral depuis 1949

Histogramme des résultats du SPD aux élections législatives de 1949 à 2009 en pourcentage

Carte des scores du SPD aux élections législatives de 2013 par circonscription

| Année                                                   | Voix (majoritaire par circonscription) | Voix (à la proportionnelle) | Pourcentage (à la proportionnelle) | Mandats sur total | Évolution | Candidat à la chancellerie |
| ------------------------------------------------------- | -------------------------------------- | --------------------------- | ---------------------------------- | ----------------- | --------- | -------------------------- |
| 1949                                                    |                                        | 6 934 975                   | 29,2                               | 131 / 402         |           | Kurt Schumacher            |
| 1953                                                    | 8 131 257                              | 7 944 943                   | 28,8                               | 162 / 509         | 22        | Erich Ollenhauer           |
| 1957                                                    | 11 975 400                             | 9 495 571                   | 31,7                               | 181 / 519         | 19        | Erich Ollenhauer           |
| 1961                                                    | 11 672 057                             | 11 427 355                  | 36,2                               | 203 / 521         | 22        | Willy Brandt               |
| 1965                                                    | 12 998 474                             | 12 813 186                  | 39,3                               | 217 / 518         | 14        | Willy Brandt**             |
| 1969                                                    | 14 402 374                             | 14 065 716                  | 42,7                               | 237 / 518         | 20        | Willy Brandt*              |
| 1972                                                    | 18 228 239                             | 17 175 169                  | 45,8                               | 242 / 518         | 5         | Willy Brandt*              |
| 1976                                                    | 16 471 321                             | 16 099 019                  | 42,6                               | 224 / 518         | 18        | Helmut Schmidt*            |
| 1980                                                    |                                        | 16 260 677                  | 42,9                               | 228 / 497         | 4         | Helmut Schmidt*            |
| 1983                                                    |                                        | 14 865 807                  | 38,2                               | 202 / 498         | 26        | Hans-Jochen Vogel          |
| 1987                                                    |                                        | 14 025 763                  | 37,0                               | 193 / 497         | 9         | Johannes Rau               |
| 1990                                                    |                                        | 15 545 366                  | 33,5                               | 239 / 662         | 46        | Oskar Lafontaine           |
| 1994                                                    |                                        | 17 140 354                  | 36,4                               | 252 / 672         | 13        | Rudolf Scharping           |
| 1998                                                    |                                        | 20 181 269                  | 40,9                               | 298 / 669         | 43        | Gerhard Schröder*          |
| 2002                                                    |                                        | 18 484 560                  | 38,5                               | 251 / 603         | 47        | Gerhard Schröder*          |
| 2005                                                    | 18 129 100                             | 16 194 665                  | 34,2                               | 222 / 614         | 29        | Gerhard Schröder**         |
| 2009                                                    | 12 079 758                             | 9 990 488                   | 23,0                               | 146 / 620         | 76        | Frank-Walter Steinmeier    |
| 2013                                                    | 12 843 458                             | 11 252 215                  | 25,7                               | 193 / 631         | 47        | Peer Steinbrück**          |
| 2017                                                    | 11 429 231                             | 9 539 381                   | 20,5                               | 153 / 709         | 40        | Martin Schulz**            |
| 2021                                                    | 12 234 690                             | 11 955 434                  | 25,7                               | 206 / 736         | 53        | Olaf Scholz*               |
| 2025                                                    | 9 936 433                              | 8 149 124                   | 16,4                               | 120 / 630         | 86        | Olaf Scholz**              |
| * Accède à la chancellerie ** Participe au gouvernement |                                        |                             |                                    |                   |           |                            |

### Au niveau régional
- Le SPD dirige ou participe au gouvernement de douze Länder sur seize :

| Dirige le gouvernement             | Dirige le gouvernement  | Dirige le gouvernement                         | Dirige le gouvernement           | Carte |
| Land                               | Ministre-président      | Ministre-président                             | Cabinet actuel                   | Carte |
| ---------------------------------- | ----------------------- | ---------------------------------------------- | -------------------------------- | ----- |
| Basse-Saxe                         |                         | Olaf Lies depuis le 20 mai 2025                | Lies SPD-Grünen                  |       |
| Brandebourg                        |                         | Dietmar Woidke depuis le 28 août 2013          | Woidke IV SPD-BSW                |       |
| Brême                              |                         | Andreas Bovenschulte depuis le 15 août 2019    | Bovenschulte II SPD-Grünen-Linke |       |
| Hambourg                           |                         | Peter Tschentscher depuis le 28 mars 2018      | Tschentscher II SPD-Grünen       |       |
| Mecklembourg-Poméranie-Occidentale |                         | Manuela Schwesig depuis le 4 juillet 2017      | Schwesig II SPD-Linke            |       |
| Rhénanie-Palatinat                 |                         | Alexander Schweitzer depuis le 10 juillet 2024 | Schweitzer SPD-Grünen-FDP        |       |
| Sarre                              |                         | Anke Rehlinger depuis le 25 avril 2022         | Rehlinger SPD                    |       |
| Partenaire de coalition            |                         |                                                |                                  |       |
| Land                               | Vice-ministre-président | Vice-ministre-président                        | Cabinet actuel                   |       |
| Berlin                             |                         | Franziska Giffey depuis le 27 avril 2023       | Wegner CDU-SPD                   |       |
| Hesse                              |                         | Kaweh Mansoori depuis le 18 janvier 2024       | Rhein CDU-SPD                    |       |
| Saxe                               |                         | Petra Köpping depuis le 19 décembre 2024       | Kretschmer III CDU-SPD           |       |
| Saxe-Anhalt                        |                         | Armin Willingmann depuis le 16 septembre 2021  | Haseloff III CDU-SPD-FDP         |       |
| Thuringe                           |                         | Georg Maier depuis le 31 août 2021             | Voigt CDU-BSW-SPD                |       |

Cette forte représentation régionale lui permet d'avoir 28 sièges sur 69 au Bundesrat.
- Dans l'opposition
- Dans la coalition sans présidence
- Dans la coalition avec présidence

| Année | BW   | BY   | BE   | BB   | HB   | HH   | HE   | MV   | NI   | NW   | RP   | SA   | SN   | ST   | SH   | TH   |
| ----- | ---- | ---- | ---- | ---- | ---- | ---- | ---- | ---- | ---- | ---- | ---- | ---- | ---- | ---- | ---- | ---- |
| 1990  |      | 26,0 | 30,4 | 38,2 |      |      |      | 27,0 | 44,2 | 50,0 |      | 54,4 | 19,1 | 26,0 |      | 22,8 |
| 1991  | 38,8 | 26,0 | 30,4 | 38,2 | 48,0 | 40,8 | 44,8 | 27,0 | 44,2 | 50,0 |      | 54,4 | 19,1 | 26,0 |      | 22,8 |
| 1992  | 38,8 | 26,0 | 30,4 | 38,2 | 48,0 | 40,8 | 44,8 | 27,0 | 44,2 | 50,0 | 29,4 | 54,4 | 19,1 | 26,0 | 46,2 | 22,8 |
| 1993  | 38,8 | 26,0 | 30,4 | 38,2 | 40,4 | 40,8 | 44,8 | 27,0 | 44,2 | 50,0 | 29,4 | 54,4 | 19,1 | 26,0 | 46,2 | 22,8 |
| 1994  | 38,8 | 30,0 | 30,4 | 54,1 | 40,4 | 40,8 | 44,8 | 29,5 | 44,3 | 50,0 | 29,4 | 49,4 | 16,6 | 34,0 | 46,2 | 29,6 |
| 1995  | 23,6 | 30,0 | 33,4 | 54,1 | 40,4 | 38,0 | 44,8 | 29,5 | 44,3 | 46,0 | 29,4 | 49,4 | 16,6 | 34,0 | 46,2 | 29,6 |
| 1996  | 23,6 | 30,0 | 33,4 | 54,1 | 40,4 | 38,0 | 25,1 | 29,5 | 44,3 | 46,0 | 39,8 | 49,4 | 16,6 | 34,0 | 39,8 | 29,6 |
| 1997  | 23,6 | 30,0 | 33,4 | 54,1 | 36,2 | 38,0 | 25,1 | 29,5 | 44,3 | 46,0 | 39,8 | 49,4 | 16,6 | 34,0 | 39,8 | 29,6 |
| 1998  | 23,6 | 28,7 | 33,4 | 54,1 | 36,2 | 38,0 | 25,1 | 34,3 | 47,9 | 46,0 | 39,8 | 49,4 | 16,6 | 35,9 | 39,8 | 29,6 |
| 1999  | 22,4 | 28,7 | 39,3 | 42,6 | 36,2 | 39,4 | 25,1 | 34,3 | 47,9 | 46,0 | 39,8 | 44,4 | 10,7 | 35,9 | 39,8 | 18,5 |
| 2000  | 22,4 | 28,7 | 39,3 | 42,6 | 36,2 | 39,4 | 25,1 | 34,3 | 47,9 | 42,8 | 39,8 | 44,4 | 10,7 | 35,9 | 43,1 | 18,5 |
| 2001  | 33,3 | 28,7 | 39,3 | 42,6 | 29,7 | 39,4 | 36,5 | 34,3 | 47,9 | 42,8 | 44,8 | 44,4 | 10,7 | 35,9 | 43,1 | 18,5 |
| 2002  | 33,3 | 28,7 | 39,3 | 42,6 | 29,7 | 39,4 | 36,5 | 40,6 | 47,9 | 42,8 | 44,8 | 44,4 | 10,7 | 20,0 | 43,1 | 18,5 |
| 2003  | 33,3 | 19,6 | 39,3 | 42,3 | 29,7 | 29,1 | 36,5 | 40,6 | 33,4 | 42,8 | 44,8 | 44,4 | 10,7 | 20,0 | 43,1 | 18,5 |
| 2004  | 33,3 | 19,6 | 31,9 | 42,3 | 29,7 | 29,1 | 30,5 | 40,6 | 33,4 | 42,8 | 44,8 | 30,8 | 9,8  | 20,0 | 43,1 | 14,5 |
| 2005  | 33,3 | 19,6 | 31,9 | 42,3 | 29,7 | 29,1 | 30,5 | 40,6 | 33,4 | 37,1 | 44,8 | 30,8 | 9,8  | 20,0 | 38,7 | 14,5 |
| 2006  | 25,2 | 19,6 | 31,9 | 42,3 | 30,8 | 29,1 | 30,5 | 30,2 | 33,4 | 37,1 | 45,6 | 30,8 | 9,8  | 21,4 | 38,7 | 14,5 |
| 2007  | 25,2 | 19,6 | 31,9 | 36,7 | 30,8 | 29,1 | 30,5 | 30,2 | 33,4 | 37,1 | 45,6 | 30,8 | 9,8  | 21,4 | 38,7 | 14,5 |
| 2008  | 25,2 | 18,6 | 31,9 | 36,7 | 30,8 | 34,1 | 36,7 | 30,2 | 30,3 | 37,1 | 45,6 | 30,8 | 9,8  | 21,4 | 38,7 | 14,5 |
| 2009  | 25,2 | 18,6 | 33,0 | 36,7 | 30,8 | 34,1 | 23,7 | 30,2 | 30,3 | 37,1 | 45,6 | 24,5 | 10,4 | 21,4 | 25,4 | 18,5 |
| 2010  | 25,2 | 18,6 | 33,0 | 36,7 | 30,8 | 34,1 | 23,7 | 30,2 | 30,3 | 34,5 | 45,6 | 24,5 | 10,4 | 21,4 | 25,4 | 18,5 |
| 2011  | 23,1 | 18,6 | 33,0 | 28,3 | 38,6 | 48,4 | 23,7 | 35,7 | 30,3 | 34,5 | 35,7 | 24,5 | 10,4 | 21,5 | 25,4 | 18,5 |
| 2012  | 23,1 | 18,6 | 33,0 | 28,3 | 38,6 | 48,4 | 23,7 | 35,7 | 30,3 | 39,1 | 35,7 | 30,6 | 10,4 | 21,5 | 30,4 | 18,5 |
| 2013  | 23,1 | 20,6 | 33,0 | 28,3 | 38,6 | 48,4 | 30,7 | 35,7 | 32,6 | 39,1 | 35,7 | 30,6 | 10,4 | 21,5 | 30,4 | 18,5 |
| 2014  | 23,1 | 20,6 | 31,9 | 28,3 | 38,6 | 48,4 | 30,7 | 35,7 | 32,6 | 39,1 | 35,7 | 30,6 | 12,4 | 21,5 | 30,4 | 12,4 |
| 2015  | 23,1 | 20,6 | 31,9 | 28,3 | 32,8 | 45,6 | 30,7 | 35,7 | 32,6 | 39,1 | 35,7 | 30,6 | 12,4 | 21,5 | 30,4 | 12,4 |
| 2016  | 12,7 | 20,6 | 31,9 | 21,6 | 32,8 | 45,6 | 30,7 | 30,1 | 32,6 | 39,1 | 36,2 | 30,6 | 12,4 | 10,6 | 30,4 | 12,4 |
| 2017  | 12,7 | 20,6 | 31,9 | 21,6 | 32,8 | 45,6 | 30,7 | 30,1 | 36,9 | 31,2 | 36,2 | 29,6 | 12,4 | 10,6 | 27,2 | 12,4 |
| 2018  | 12,7 | 9,7  | 31,9 | 21,6 | 32,8 | 45,6 | 19,8 | 30,1 | 36,9 | 31,2 | 36,2 | 29,6 | 12,4 | 10,6 | 27,2 | 12,4 |
| 2019  | 12,7 | 9,7  | 26,2 | 21,6 | 24,9 | 45,6 | 19,8 | 30,1 | 36,9 | 31,2 | 36,2 | 29,6 | 7,7  | 10,6 | 27,2 | 8,2  |
| 2020  | 12,7 | 9,7  | 26,2 | 21,6 | 24,9 | 39,2 | 19,8 | 30,1 | 36,9 | 31,2 | 36,2 | 29,6 | 7,7  | 10,6 | 27,2 | 8,2  |
| 2021  | 11,0 | 9,7  | 26,2 | 21,4 | 24,9 | 39,2 | 19,8 | 39,6 | 36,9 | 31,2 | 35,7 | 29,6 | 7,7  | 8,4  | 27,2 | 8,2  |
| 2022  | 11,0 | 9,7  | 26,2 | 21,4 | 24,9 | 39,2 | 19,8 | 39,6 | 33,4 | 26,7 | 35,7 | 43,5 | 7,7  | 8,4  | 16,0 | 8,2  |
| 2023  | 11,0 | 8,4  | 26,2 | 18,4 | 29,8 | 39,2 | 15,1 | 39,6 | 33,4 | 26,7 | 35,7 | 43,5 | 7,7  | 8,4  | 16,0 | 8,2  |
| 2024  | 11,0 | 8,4  | 30,9 | 18,4 | 29,8 | 39,2 | 15,1 | 39,6 | 33,4 | 26,7 | 35,7 | 43,5 | 7,3  | 8,4  | 16,0 | 6,1  |
| 2025  | 11,0 | 8,4  | 30,9 | 18,4 | 29,8 | 33,5 | 15,1 | 39,6 | 33,4 | 26,7 | 35,7 | 43,5 | 7,3  | 8,4  | 16,0 | 6,1  |

#### Bade-Wurtemberg[33]
| Année | %     | Sièges   | Position | Gouvernement  |
| ----- | ----- | -------- | -------- | ------------- |
| 1980  | 32,5  | 40 / 124 | 2e       | Opposition    |
| 1984  | 32,4  | 41 / 126 | 2e       | Opposition    |
| 1988  | 32,0  | 42 / 125 | 2e       | Opposition    |
| 1992  | 29,4  | 46 / 146 | 2e       | Teufel II     |
| 1996  | 25,1  | 39 / 155 | 2e       | Opposition    |
| 2001  | 33,3  | 45 / 128 | 2e       | Opposition    |
| 2006  | 25,2  | 38 / 139 | 2e       | Opposition    |
| 2011  | 23,1  | 35 / 138 | 3e       | Kretschmann I |
| 2016  | 12,7  | 19 / 143 | 4e       | Opposition    |
| 2021  | 11,02 | 19 / 154 | 3e       | Opposition    |

#### Basse-Saxe[34]
| Année | %     | Sièges   | Position | Gouvernement                      |
| ----- | ----- | -------- | -------- | --------------------------------- |
| 1970  | 46,3  | 75 / 149 | 1er      | Kubel I                           |
| 1974  | 43,1  | 67 / 155 | 2e       | Kubel II                          |
| 1978  | 42,2  | 72 / 155 | 2e       | Opposition                        |
| 1982  | 36,5  | 63 / 171 | 2e       | Opposition                        |
| 1986  | 42,1  | 66 / 155 | 2e       | Opposition                        |
| 1990  | 44,2  | 71 / 155 | 1er      | Schröder I                        |
| 1994  | 44,3  | 81 / 161 | 1er      | Schröder II                       |
| 1998  | 47,9  | 83 / 157 | 1er      | Schröder III, Glogowski & Gabriel |
| 2003  | 33,4  | 63 / 183 | 2e       | Opposition                        |
| 2008  | 30,3  | 48 / 152 | 2e       | Opposition                        |
| 2013  | 32,6  | 49 / 137 | 2e       | Weil I                            |
| 2017  | 36,9  | 55 / 137 | 1er      | Weil II                           |
| 2022  | 33,43 | 57 / 146 | 1er      | Weil III, Lies                    |

#### Bavière[35]
| Année | %    | Sièges   | Position | Gouvernement |
| ----- | ---- | -------- | -------- | ------------ |
| 1998  | 28,7 | 67 / 204 | 2e       | Opposition   |
| 2003  | 19,6 | 41 / 180 | 2e       | Opposition   |
| 2008  | 18,6 | 39 / 187 | 2e       | Opposition   |
| 2013  | 20,6 | 42 / 180 | 2e       | Opposition   |
| 2018  | 9,6  | 22 / 205 | 5e       | Opposition   |
| 2023  | 8,4  | 17 / 203 | 5e       | Opposition   |

#### Berlin[36]
| Année | %     | Sièges   | Position | Gouvernement           |
| ----- | ----- | -------- | -------- | ---------------------- |
| 2001  | 29,7  | 44 / 141 | 1er      | Wowereit II            |
| 2006  | 30,8  | 53 / 149 | 1er      | Wowereit III           |
| 2011  | 28,3  | 47 / 149 | 1er      | Wowereit IV & Müller I |
| 2016  | 21,6  | 38 / 160 | 1er      | Müller II              |
| 2021  | 21,44 | 36 / 147 | 1er      | Giffey                 |
| 2023  | 18,40 | 34 / 159 | 2e       | Wegner                 |

#### Brandebourg[37]
| Année | %    | Sièges  | Position | Gouvernement            |
| ----- | ---- | ------- | -------- | ----------------------- |
| 1990  | 38,2 | 36 / 88 | 1er      | Stolpe I                |
| 1994  | 54,1 | 52 / 88 | 1er      | Stolpe II               |
| 1999  | 39,3 | 37 / 89 | 1er      | Stolpe III & Platzeck I |
| 2004  | 31,9 | 33 / 88 | 1er      | Platzeck II             |
| 2009  | 33,0 | 31 / 88 | 1er      | Platzeck III & Woidke I |
| 2014  | 31,9 | 30 / 88 | 1er      | Woidke II               |
| 2019  | 26,2 | 25 / 88 | 1er      | Woidke III              |
| 2024  | 30,9 | 32 / 88 | 1er      | Woidke IV               |

#### Brême[38]
| Année | %     | Sièges   | Position |
| ----- | ----- | -------- | -------- |
| 1991  | 38,8  | 41 / 100 | 1er      |
| 1995  | 33,4  | 37 / 100 | 1er      |
| 1999  | 42,6  | 47 / 100 | 1er      |
| 2003  | 42,3  | 40 / 83  | 1er      |
| 2007  | 36,7  | 32 / 83  | 1er      |
| 2011  | 38,6  | 36 / 83  | 1er      |
| 2015  | 32,8  | 30 / 83  | 1er      |
| 2019  | 24,94 | 23 / 84  | 2e       |

#### Hambourg[39]
| Année | %    | Sièges   | Position  |
| ----- | ---- | -------- | --------- |
| 2001  | 36,5 | 46 / 121 | 1er       |
| 2004  | 30,5 | 41 / 121 | 2e        |
| 2008  | 34,1 | 45 / 121 | 2e        |
| 2011  | 48,4 | 62 / 121 | 1er       |
| 2015  | 45,6 | 58 / 121 | 1er       |
| 2020  | 39,2 | 54 / 121 | 1er       |
| 2025  | 33,5 | 45 / 121 | \| 1er \| |
| 1er   |      |          |           |

#### Hesse[40]
| Année | %    | Sièges   | Position |
| ----- | ---- | -------- | -------- |
| 2003  | 29,1 | 33 / 110 | 2e       |
| 2008  | 36,7 | 42 / 110 | 2e       |
| 2009  | 23,7 | 29 / 118 | 2e       |
| 2013  | 30,7 | 37 / 110 | 2e       |
| 2018  | 19,8 | 29 / 137 | 2e       |

#### Mecklembourg-Poméranie-Occidentale[41]
| Année | %     | Sièges  | Position | Gouvernement                 |
| ----- | ----- | ------- | -------- | ---------------------------- |
| 1990  | 27,0  | 21 / 66 | 2e       | Opposition                   |
| 1994  | 29,5  | 23 / 71 | 2e       | Seite II                     |
| 1998  | 34,3  | 27 / 71 | 1er      | Ringstorff I                 |
| 2002  | 40,6  | 33 / 71 | 1er      | Ringstorff II                |
| 2006  | 30,2  | 23 / 71 | 1er      | Ringstorff III & Sellering I |
| 2011  | 35,6  | 27 / 71 | 1er      | Sellering II                 |
| 2016  | 30,6  | 26 / 71 | 1er      | Sellering III & Schwesig I   |
| 2021  | 39,59 | 34 / 79 | 1er      | Schwesig II                  |

#### Rhénanie-du-Nord-Westphalie[42]
| Année | %     | Sièges    | Position |
| ----- | ----- | --------- | -------- |
| 2000  | 42,8  | 102 / 231 | 1er      |
| 2005  | 37,1  | 74 / 187  | 2e       |
| 2010  | 34,5  | 67 / 181  | 2e       |
| 2012  | 39,1  | 99 / 237  | 1er      |
| 2017  | 31,2  | 69 / 199  | 2e       |
| 2022  | 26,66 | 56 / 195  | 2e       |

#### Rhénanie-Palatinat[43]
| Année | %     | Sièges   | Position |
| ----- | ----- | -------- | -------- |
| 1996  | 39,8  | 43 / 101 | 1er      |
| 2001  | 44,7  | 49 / 101 | 1er      |
| 2006  | 45,6  | 53 / 101 | 1er      |
| 2011  | 35,7  | 42 / 101 | 1er      |
| 2016  | 36,23 | 39 / 101 | 1er      |
| 2021  | 35,71 | 39 / 101 | 1er      |

#### Sarre[44]
| Année | %     | Sièges  | Position |
| ----- | ----- | ------- | -------- |
| 1960  | 30,0  | 16 / 50 | 2e       |
| 1965  | 40,7  | 21 / 50 | 2e       |
| 1970  | 40,8  | 23 / 50 | 2e       |
| 1975  | 41,8  | 22 / 50 | 2e       |
| 1980  | 45,4  | 24 / 51 | 1er      |
| 1985  | 49,2  | 26 / 51 | 1er      |
| 1990  | 54,4  | 30 / 51 | 1er      |
| 1994  | 49,4  | 27 / 51 | 1er      |
| 1999  | 44,4  | 25 / 51 | 2e       |
| 2004  | 30,8  | 18 / 51 | 2e       |
| 2009  | 24,5  | 13 / 51 | 2e       |
| 2012  | 30,6  | 17 / 51 | 2e       |
| 2017  | 29,6  | 17 / 51 | 2e       |
| 2022  | 43,50 | 29 / 51 | 1er      |

#### Saxe[45]
| Année | %    | Sièges   | Position |
| ----- | ---- | -------- | -------- |
| 1990  | 19,1 | 32 / 160 | 2e       |
| 1994  | 16,6 | 22 / 120 | 2e       |
| 1999  | 10,7 | 14 / 120 | 3e       |
| 2004  | 9,8  | 13 / 124 | 3e       |
| 2009  | 10,4 | 14 / 132 | 3e       |
| 2014  | 12,4 | 18 / 126 | 3e       |
| 2019  | 7,73 | 10 / 119 | 5e       |

#### Saxe-Anhalt[46]
| Année | %    | Sièges   | Position |
| ----- | ---- | -------- | -------- |
| 2002  | 20,0 | 25 / 115 | 3e       |
| 2006  | 21,4 | 24 / 97  | 3e       |
| 2011  | 21,5 | 26 / 105 | 3e       |
| 2016  | 10,6 | 11 / 87  | 4e       |
| 2021  | 8,41 | 9 / 97   | 4e       |

#### Schleswig-Holstein[47]
| Année | %     | Sièges  | Position |
| ----- | ----- | ------- | -------- |
| 2000  | 43,1  | 41 / 89 | 1er      |
| 2005  | 38,7  | 29 / 69 | 2e       |
| 2009  | 25,4  | 25 / 95 | 2e       |
| 2012  | 30,4  | 22 / 69 | 2e       |
| 2017  | 27,2  | 21 / 73 | 2e       |
| 2022  | 15,97 | 12 / 69 | 3e       |

#### Thuringe[48]
| Année | %    | Sièges  | Position | Gouvernement |
| ----- | ---- | ------- | -------- | ------------ |
| 1990  | 22,8 | 21 / 89 | 2e       | Opposition   |
| 1994  | 29,6 | 29 / 88 | 2e       | Vogel II     |
| 1999  | 18,5 | 18 / 88 | 3e       | Opposition   |
| 2004  | 14,5 | 15 / 88 | 3e       | Opposition   |
| 2009  | 18,5 | 18 / 88 | 3e       | Lieberknecht |
| 2014  | 12,4 | 12 / 91 | 3e       | Ramelow I    |
| 2019  | 8,2  | 8 / 90  | 4e       | Ramelow II   |
| 2024  | 6,0  | 6 / 88  | 5e       | Voigt        |

### Élections européennes
| Année | Voix       | %    | Mandats | Tête de liste   |
| ----- | ---------- | ---- | ------- | --------------- |
| 1979  | 11 370 045 | 40,8 | 35 / 81 | Willy Brandt    |
| 1984  | 9 296 417  | 37,4 | 33 / 81 | Katharina Focke |
| 1989  | 10 525 728 | 37,3 | 31 / 81 | Gerd Walter     |
| 1994  | 11 389 697 | 32,2 | 40 / 99 | Klaus Hänsch    |
| 1999  | 8 307 085  | 30,7 | 33 / 99 | Klaus Hänsch    |
| 2004  | 5 547 971  | 21,5 | 23 / 99 | Martin Schulz   |
| 2009  | 5 472 566  | 20,8 | 23 / 99 | Martin Schulz   |
| 2014  | 7 999 955  | 27,3 | 27 / 96 | Martin Schulz   |
| 2019  | 5 914 963  | 15,8 | 16 / 96 | Katarina Barley |
| 2024  | 5 548 528  | 13,9 | 14 / 96 | Katarina Barley |

### Base électorale et adhérents

Évolution du nombre d'adhérents du SPD après-guerre.

Après la guerre, le SPD s'est rapidement refondé et à rassembler les socialistes de tous bords, notamment ceux revenant d'exil et ceux ayant participé à la résistance. En 1949, le parti compte 750 000 membres, puis atteint un premier pic en 1951 avec 820 000 adhérents. Ce nombre diminue ensuite, en 1958 il n'y a plus que 590 000 personnes dans le parti.
Dans les années 1960, le nombre d'adhérents croît de nouveau pour atteindre le million en 1977. Dans les années qui suivent, il commence sa lente érosion mais reste au-delà de la barre des 900 000. La réunification est suivie d'un léger regain de partisans relativement passager. La chute se poursuit par la suite : entre 1990 et 2008 le parti a perdu 400 000 adhérents.
Au niveau de la composition, le vieillissement de la population a également touché le parti. Les retraités et fonctionnaires ont remplacé les ouvriers et salariés pauvres qui composaient la base électorale auparavant.
Le parti compte en mai 2011 un peu moins de 500 000 adhérents. Au niveau de la pyramide des âges : 44 % des membres ont plus de 60 ans, 6 % moins de 29. Au niveau de la féminisation 69 % des encartés sont de sexe masculin. Côté situation professionnelle : 34 % sont retraités, 23 % fonctionnaires au sens large, 15 % salariés, 8 % ouvriers, 5 % chômeurs, 5 % femmes au foyer, 4 % indépendants, 2 % exercent une profession libérale, 2 % étudiants, enfin 2 % n'ont pas répondu.

## Structure

Structure du SPD

### Organisation
Les adhérents sont organisés dans environ 13 500 associations qui élisent régulièrement des délégués qui participent au réunion dans les sous-district. Ceux-ci sont au nombre de 350 et sont eux-mêmes rassemblés dans 20 districts, qui envoient au total 600 délégués aux assemblées générales du parti qui ont lieu sur un rythme annuel.
Elles sont le plus haut organe de décision du parti. Elle élit une commission de surveillance, une de discipline ainsi que la direction. Cette dernière dirige le parti entre les assemblées générales.
Selon les cas, des associations recouvrant les communes, les arrondissements ou les districts peuvent également exister pour des raisons d'ordre pratique.
Le congrès du Parti est la plus haute instance du parti. Il nomme la Commission, le tribunal d'arbitrage fédérale et de la direction du parti. Le Conseil d'administration gère les affaires Parti jours officielles entre la partie.
Outre cette structure de base, il existe d'autres niveaux qui ont été créés pour la plupart des besoins politiques locales. Il s'agit notamment des associations de circonscription comme une subdivision de sous-districts, qui comprennent plus d'un comté, le nom de «association de circonscription», cependant, due en partie aussi aux districts eux-mêmes, si vous coupez exactement équivalent à un comté. En Bavière, Rhénanie-du-Nord-Westphalie et de Rhénanie-Palatinat sont districts supplémentaires en dessous du niveau de l'association nationale. En Rhénanie-du-Nord-Westphalie et de Rhénanie-Palatinat ces quartiers représentent les vieux quartiers de partis qui existaient jusqu'à sa fusion dans un quartier de l'État. En Bavière, les associations de circonscription correspondent aux districts administratifs qui forment là avec les jours de district une corporation municipale indépendante.

### Direction
| Présidents                           | Norbert Walter-Borjans et Saskia Esken |
| Secrétaire général                   | Lars Klingbeil |
| Vice-présidents                      | Kevin Kühnert, Hubertus Heil, Anke Rehlinger, Klara Geywitz, Serpil Midyatli |
| Responsable des affaires européennes | Udo Bullmann |
| Trésorier                            | Dietmar Nietan (de) |
| Autres membres                       | Doris Ahnen, Martin Dulig, Joachim Poß, Michael Groschek (de), Gabriele Lösekrug-Möller (de), Matthias Miersch (de), Hubertus Heil, Kerstin Griese, Petra Crone (de), Michaela Engelmeier, Niels Annen (de), Dagmar Schmidt (de), Armin Schild (de), Dietmar Woidke, Elke Ferner, Heiko Maas, Ralf Stegner, Katrin Budde, Jan Stöß (de), Christoph Matschie, Sascha Vogt (de), Florian Pronold (de), Ute Vogt, Homaira Mansury, Peter Friedrich (de) |

### Organisation régionale
|  | Land                               |  | Président (Mise à jour : 6 mars 2021)      | Nombre d'adhérents (Mise à jour : fin 2009) | Nombre d'adhérents rapporté au nombre d'habitants | Résultat aux dernières élections régionales, | Résultats aux élections législatives 2017 |
|  | ---------------------------------- |  | ------------------------------------------ | ------------------------------------------- | ------------------------------------------------- | -------------------------------------------- | ----------------------------------------- |
|  | Bade-Wurtemberg                    |  | Andreas Stoch (en)                         | 039 275                                     | 0,37 %                                            | 11,0 % (2021)                                | 16,4 %                                    |
|  | Bavière                            |  | Natascha Kohnen (en)                       | 069 023                                     | 0,55 %                                            | 8,4 % (2023)                                 | 15,3 %                                    |
|  | Berlin                             |  | Franziska Giffey Saleh Raed (en)           | 016 281                                     | 0,47 %                                            | 18,4 % (2023)                                | 17,9 %                                    |
|  | Brandebourg                        |  | Dietmar Woidke                             | 06 523                                      | 0,26 %                                            | 30,9 % (2024)                                | 17,6 %                                    |
|  | Brême                              |  | Sascha Karolin (en)                        | 04 841                                      | 0,73 %                                            | 29,8 % (2023)                                | 26,8 %                                    |
|  | Hambourg                           |  | Melanie Leonhard (en)                      | 010 610                                     | 0,60 %                                            | 39,2 % (2020)                                | 23,5 %                                    |
|  | Hesse                              |  | Nancy Faeser                               | 063 132                                     | 1,04 %                                            | 15,1 % (2023)                                | 23,5 %                                    |
|  | Mecklembourg-Poméranie-Occidentale |  | Manuela Schwesig                           | 02 830                                      | 0,17 %                                            | 39,6 % (2021)                                | 15,1 %                                    |
|  | Basse-Saxe                         |  | Stephan Weil                               | 066 680                                     | 0,84 %                                            | 33,4 % (2022)                                | 27,4 %                                    |
|  | Rhénanie-du-Nord-Westphalie        |  | Thomas Kutschaty (en)                      | 136 840                                     | 0,76 %                                            | 26,7 % (2022)                                | 26,0 %                                    |
|  | Rhénanie-Palatinat                 |  | Roger Lewentz                              | 042 463                                     | 1,06 %                                            | 35,7 % (2021)                                | 24,2 %                                    |
|  | Sarre                              |  | Anke Rehlinger                             | 021 485                                     | 2,09 %                                            | 43,5 % (2022)                                | 27,2 %                                    |
|  | Saxe                               |  | Martin Dulig                               | 04 332                                      | 0,10 %                                            | 7,3 % (2024)                                 | 10,5 %                                    |
|  | Saxe-Anhalt                        |  | Juliane Kleemann (en) Andreas Schmidt (en) | 04 165                                      | 0,18 %                                            | 8,4 % (2021)                                 | 15,2 %                                    |
|  | Schleswig-Holstein                 |  | Serpil Midyatli                            | 019 651                                     | 0,69 %                                            | 16,0 % (2022)                                | 23,3 %                                    |
|  | Thuringe                           |  | Georg Maier                                | 04 389                                      | 0,19 %                                            | 6,1 % (2024)                                 | 13,2 %                                    |

### Associations liées au parti
Le SPD est lié à de nombreuses associations, dite Arbeitsgemeinschaften (AG), qui sont représentées lors des assemblées générales. Pour trois de ces associations l'inscription est automatique :
- les Jusos, qui rassemble tous les membres du SPD ayant moins de 35 ans ;
- l'ASF (de) rassemble toutes les femmes membres du parti ;
- l'AG 60 plus (de) rassemble les adhérents ayant plus de 60 ans.

D'autres associations liées existent, organisées le plus souvent de manière corporatiste. Il n'est pas obligatoire d'être membre du SPD pour y appartenir. Elles sont :
- l'AfA (de) rassemble les salariés. Elle est proche de l'aile gauche et a environ 100 000 membres ;
- l'AfB (de) rassemble les professions liées à l'éducation et à la formation ;
- l'ASG rassemble les professions liées à la santé ;
- l'ASJ rassemble les professions liées à la justice ;
- l'AGS (de) rassemble les entrepreneurs et cadre, elle compte 35 000 membres ;
- les Schwusos (de) rassemble les LGBT.

### Groupes de réflexion
Des groupes de réflexion et de travail existent afin de se concentrer sur certains sujets. D'autres groupes tentent de mettre sur pied des projets divers. L'AKC s'occupe par exemple de la question de la chrétienté au sein du parti. L'AJS se concentre sur les questions juives. L'AvS avait auparavant pour mission d'aider les sociaux-démocrates poursuivis en RDA. Ces groupes sont organisés de manière semblable aux AG mais ne disposent pas des mêmes droits.
La décision des objectifs de chaque groupe de travail est prise par ce dernier. Ils doivent favoriser la coopération entre membres du SPD sur certains sujets. Des forums existent également : ils ont pour but d'améliorer la communication entre membres.

### Parité
En 1988, un quota a été mis en place afin d'améliorer la parité homme/femme dans le parti. La règle prévoit que chaque direction et délégation doit avoir au moins 40 % de membres de chaque sexe. Les hommes étant généralement majoritaire on parle d'un quota de femmes. Cette règle a également pour conséquence que sur les listes électorales les femmes et les hommes sont alternés.

## Assemblées générales et programmes politiques

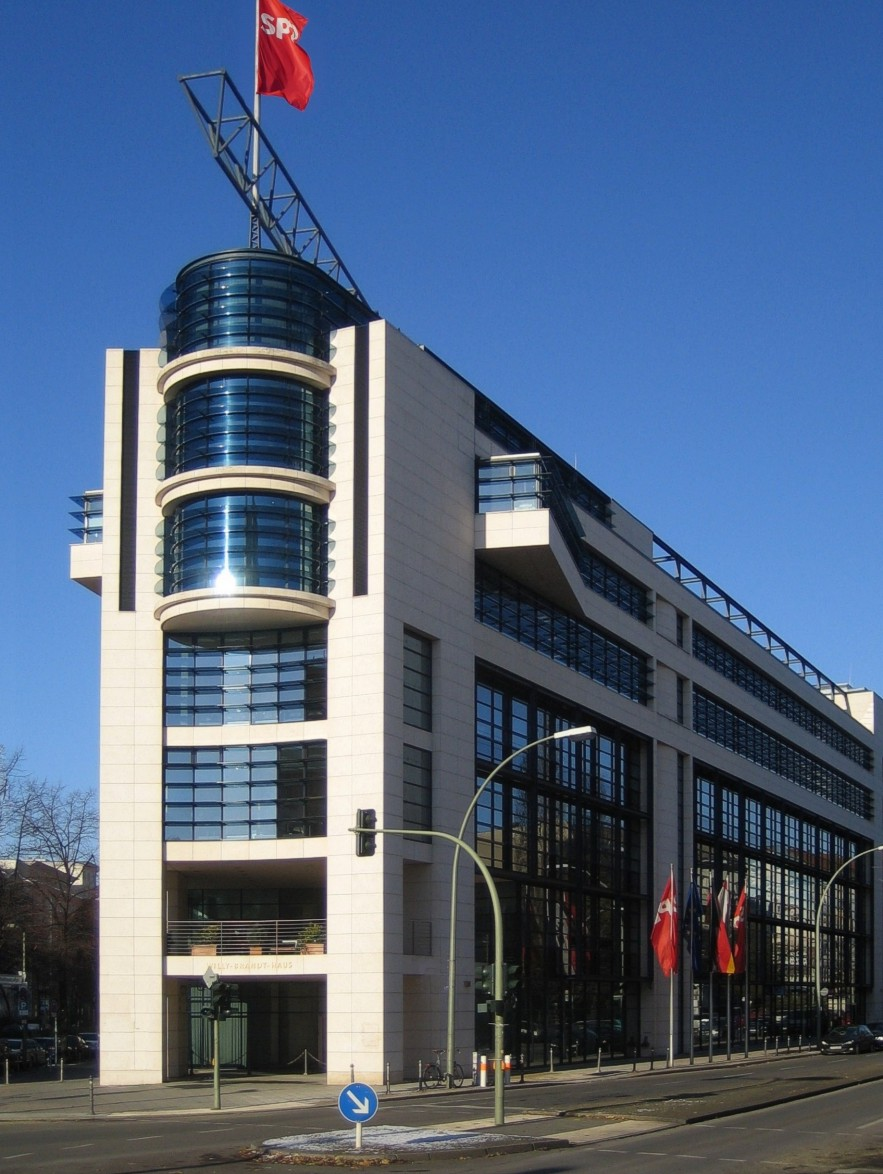
Le bâtiment Willy Brandt à Berlin, siège du SPD.

### Assemblées générales
Depuis sa création, le SPD tient chaque année son assemblée générale, si on excepte la période des lois antisocialistes où elle n'a eu lieu qu'à espaces irréguliers. Ceux ayant le plus d'influence sont ceux où des programmes politiques nouveaux ont été votés.

### Programmes politiques
Au cours de son histoire, le parti a eu différents programmes politiques :
| Année | Nom du programme          | Commentaire                                          |
| ----- | ------------------------- | ---------------------------------------------------- |
| 1869  | Programme d'Eisenach (de) | Principes fondateurs du SDAP                         |
| 1875  | Programme de Gotha        | Fusion du SDAP avec l'ADAV                           |
| 1891  | Programme d'Erfurt        | Programme d'inspiration marxiste                     |
| 1921  | Programme de Görlitz (de) | Programme à l'accent fortement révisionniste du MSPD |
| 1925  | Programme d'Heidelberg    | Appelle à la formation des États-Unis d'Europe       |
| 1959  | Programme de Godesberg    | Le parti devient populaire                           |
| 1989  | Programme de Berlin       |                                                      |
| 2007  | Programme de Hambourg     | Programme actuel du SPD                              |

En 2013, le programme en vigueur est celui de Hambourg, voté en 2007. L'objectif annoncé est de gouverner avec l'aide de la « majorité solidaire ». Le socialisme démocratique est décrit comme la « vision d'une société libre, juste et solidaire », les tâches de long terme et la social-démocratie devant prendre le pas sur la loi du marché.
La liberté, la justice et la solidarité sont érigés comme valeurs fondamentales du parti. Le fil conducteur au niveau politique doit être la justice sociale. L'économie sociale de marché doit être renforcée, ses produits mieux répartis, afin d'apporter confort à l'ensemble de la population. Le SPD pense qu'il faut renforcer l'État, notamment dans sa dimension sociale, afin de défendre les plus démunis et les plus faibles. Le parti considère également que la politique fiscale ne doit pas se faire au détriment des générations futures, et veut donc faire diminuer la masse de la dette étatique. Le principe d'État-providence est réaffirmé.
Au niveau de la politique sociétale, le parti défend les droits de l'Homme, l'ouverture de la société et la participation citoyenne. Sur le plan extérieur, le SPD souhaite une politique de conciliation en faveur de la paix dans le monde. La mondialisation doit être accompagnée d'une politique démocratique. La politique européenne doit également être soutenue et amplifiée.

### Courants politiques internes
En interne, on peut distinguer deux courants politiques importants : l'aile gauche, fortement sociale-démocrate, est structurée par le Forum Demokratische Linke 21 et la gauche parlementaire (de) ; l'aile droite, conservatrice modérée, se rencontre dans le cercle de Seeheimer et dans le centre de Nuremberg. En outre, le réseau de Berlin tente de se séparer de ces deux tendances distinctes. Concrètement l'aile droite soutient la politique libérale menée par Gerhard Schröder, symbolisée par l'Agenda 2010. L'aile gauche souhaite au contraire revenir à un État-social fort.

## Personnalités importantes

### Présidents du SPD depuis 1946
1. Kurt Schumacher (1946-1952)
2. Erich Ollenhauer (1952-1963)
3. Willy Brandt (1964-1987)
4. Hans-Jochen Vogel (1987-1991)
5. Björn Engholm (1991-1993)
6. Johannes Rau, par intérim (1993)
7. Rudolf Scharping (1993-1995)
8. Oskar Lafontaine (1995-1999)
9. Gerhard Schröder (1999-2004)
10. Franz Müntefering (2004-2005)
11. Matthias Platzeck (2005-2006)
12. Kurt Beck (2006-2008)
13. Frank-Walter Steinmeier, par intérim (2008)
14. Franz Müntefering (2008-2009)
15. Sigmar Gabriel (2009-2017)
16. Martin Schulz (2017-2018)
17. Andrea Nahles (2018-2019)
18. Norbert Walter-Borjans et Saskia Esken (2019-2021)
19. Lars Klingbeil et Saskia Esken (2021-2025)
20. Lars Klingbeil et Bärbel Bas (depuis 2025)

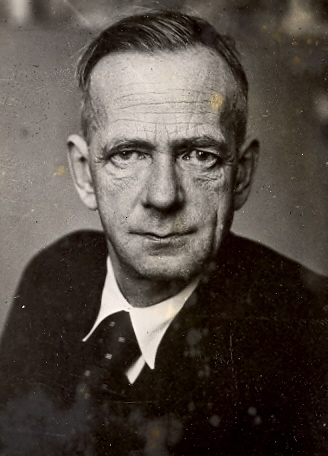
Kurt Schumacher.
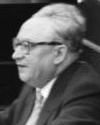
Erich Ollenhauer.
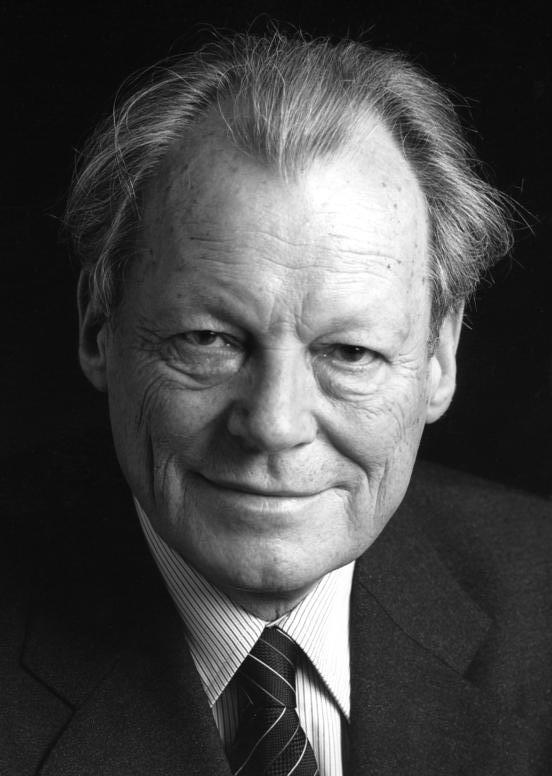
Willy Brandt.
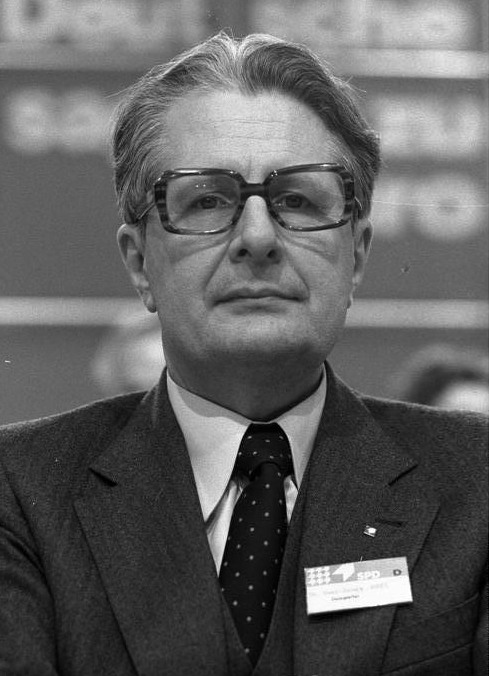
Hans-Jochen Vogel.
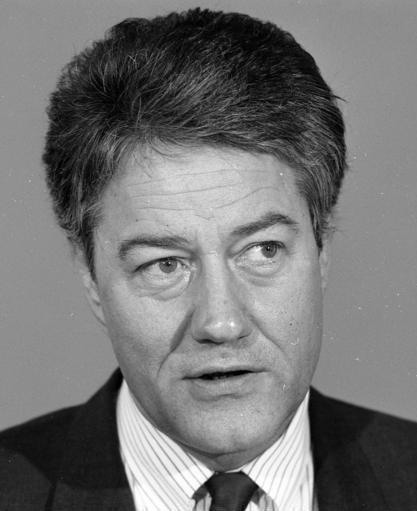
Björn Engholm.
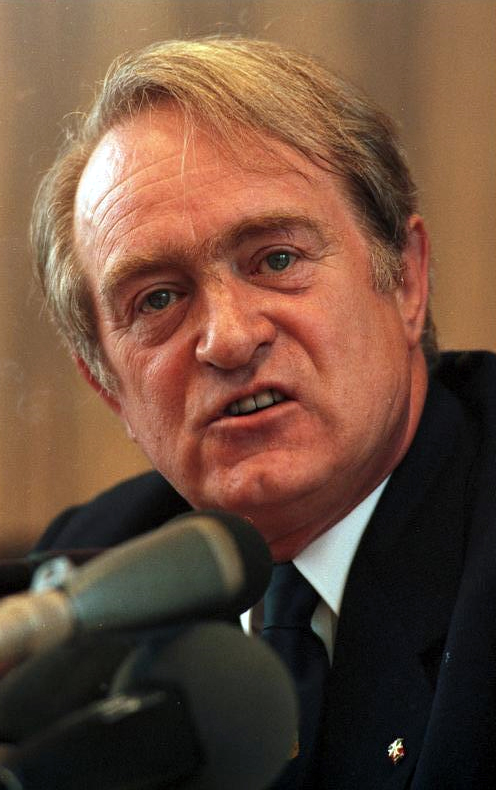
Johannes Rau.
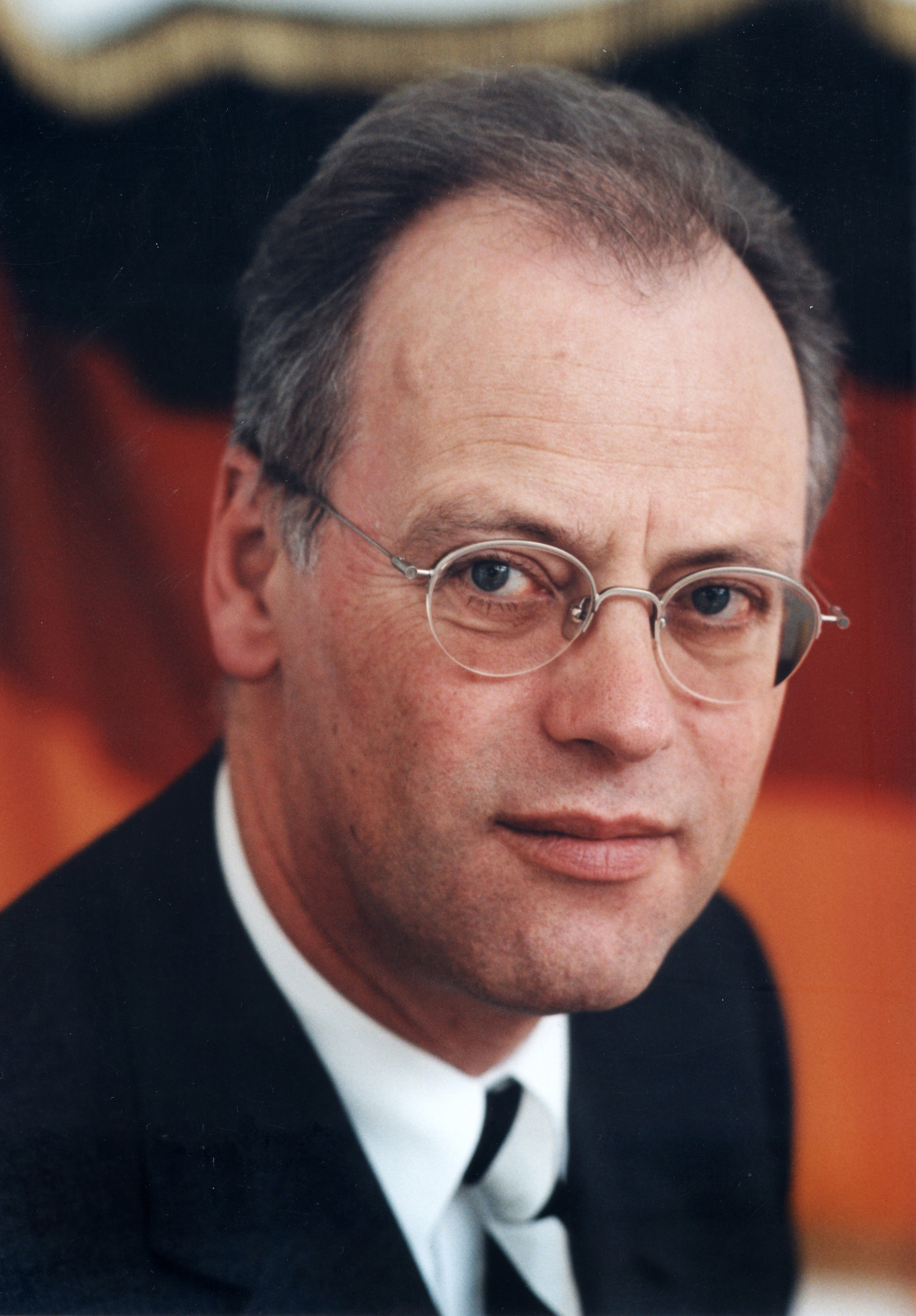
Rudolf Scharping.
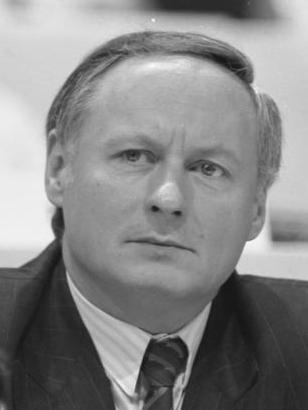
Oskar Lafontaine.
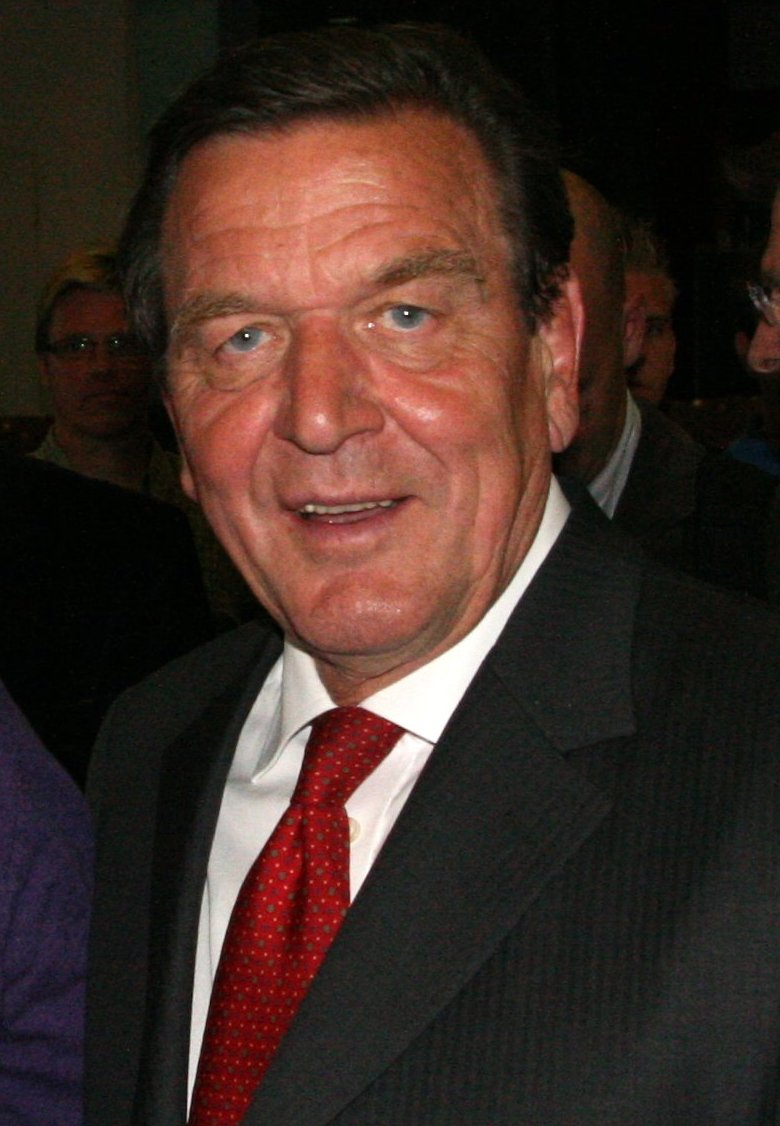
Gerhard Schröder.
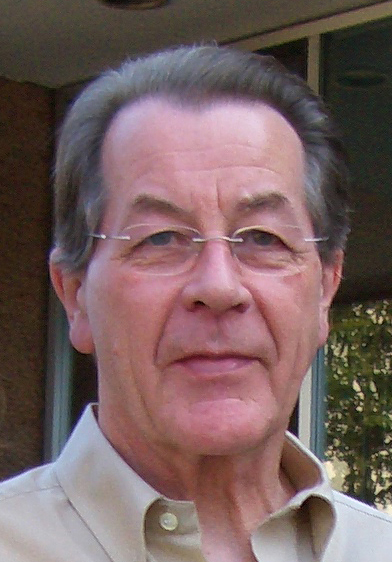
Franz Müntefering.
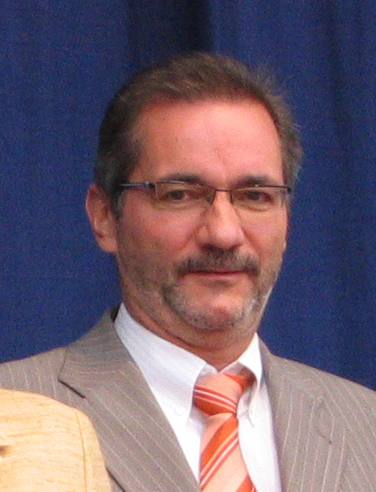
Matthias Platzeck.
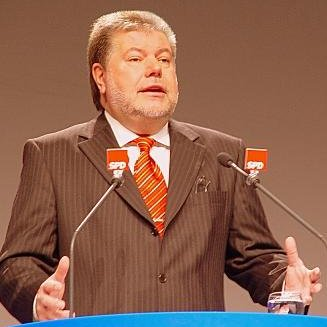
Kurt Beck.
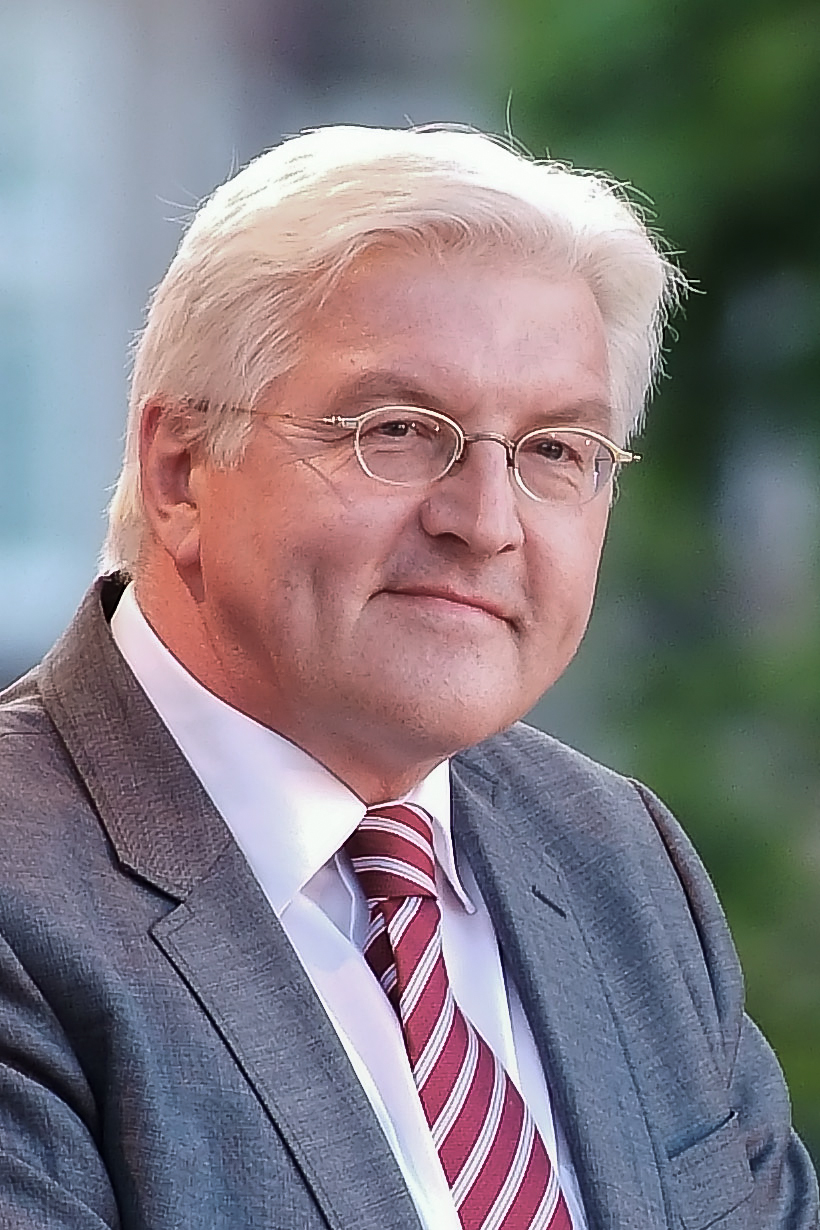
Frank-Walter Steinmeier.
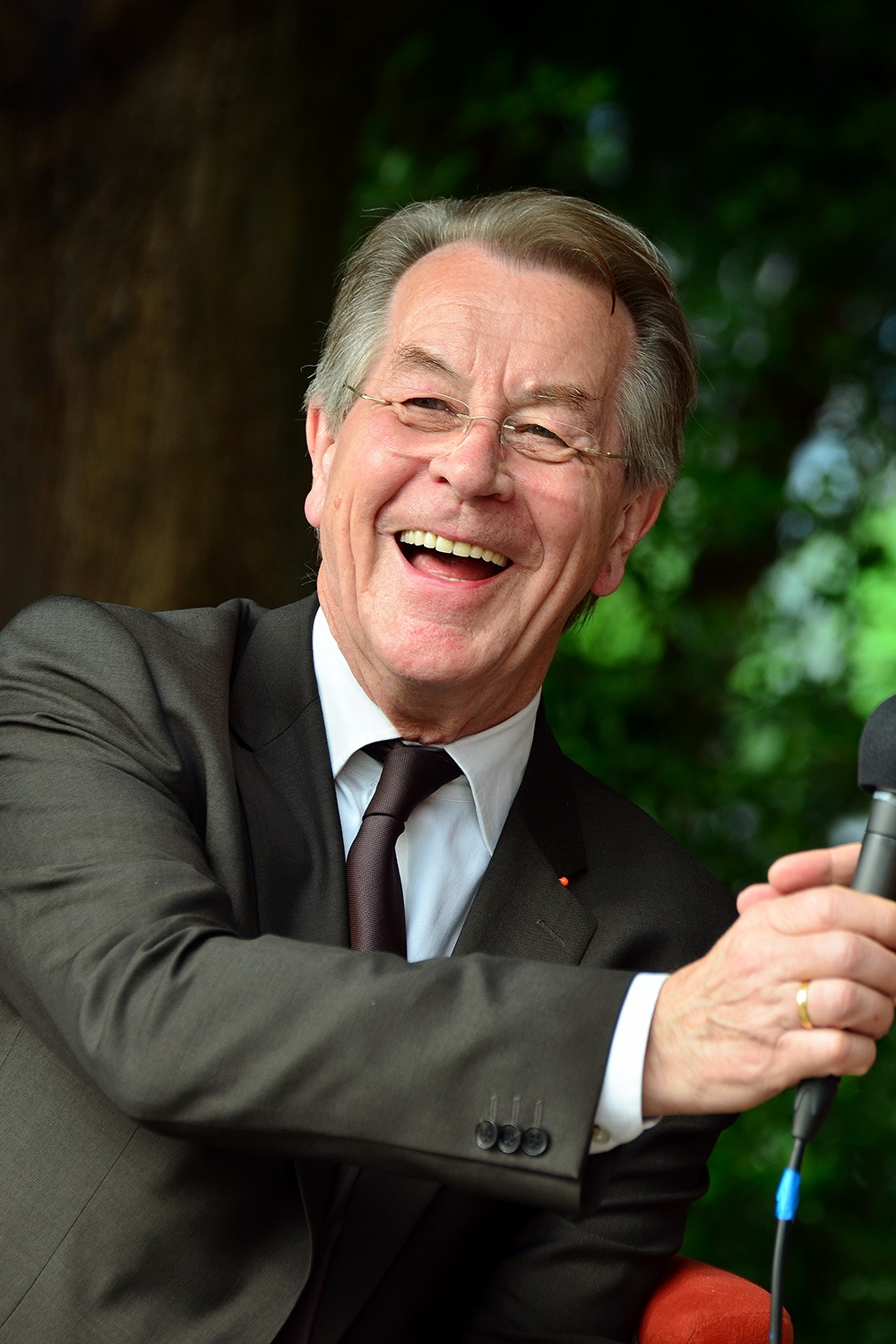
Franz Müntefering.
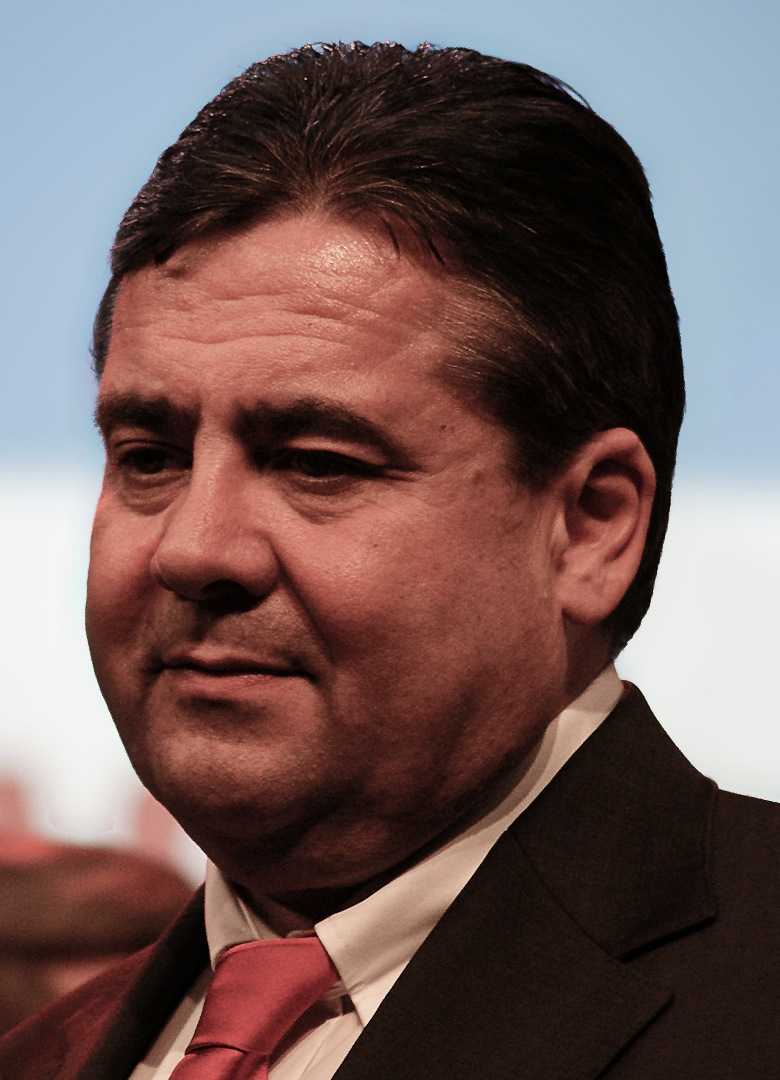
Sigmar Gabriel.
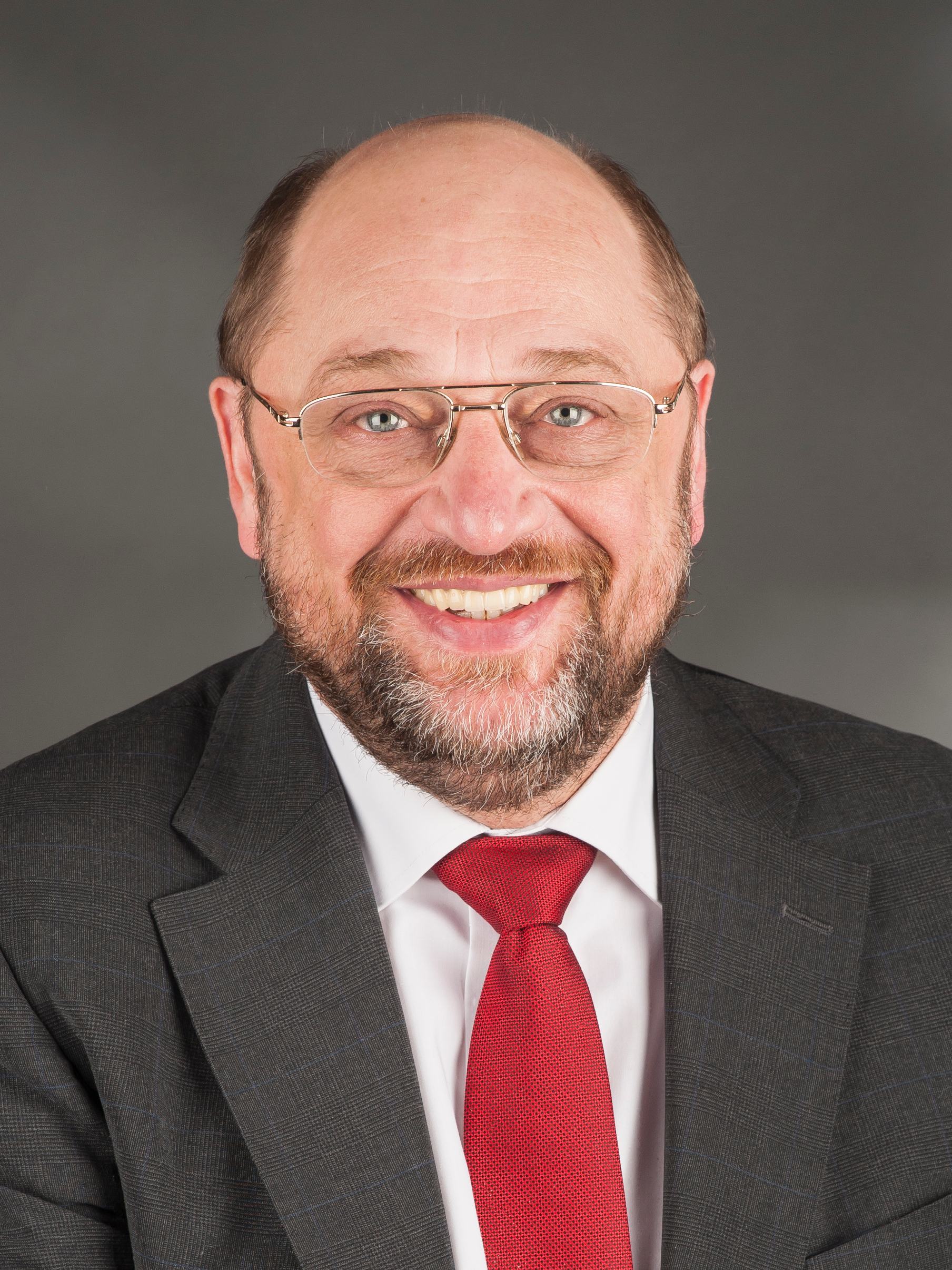
Martin Schulz.
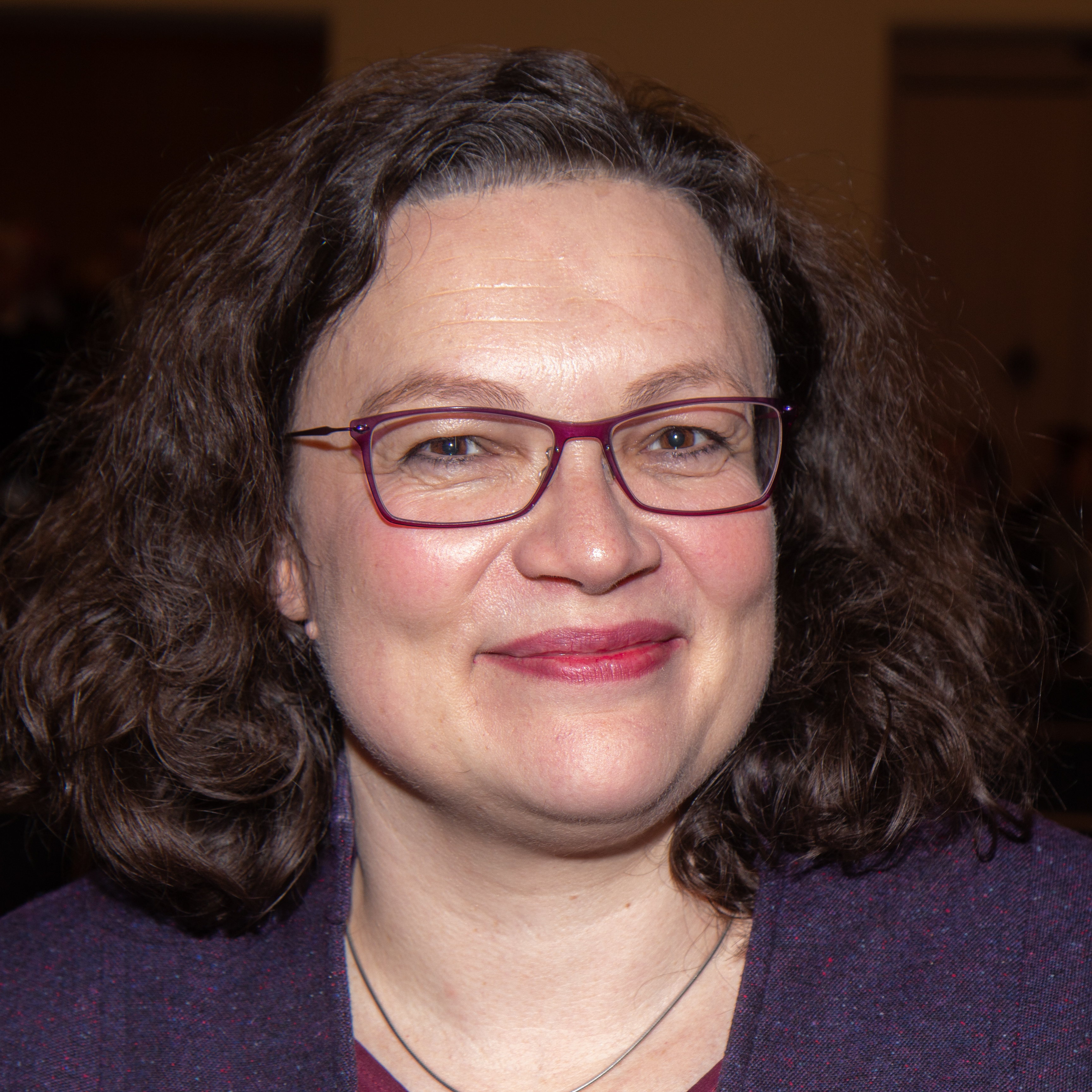
Andrea Nahles.
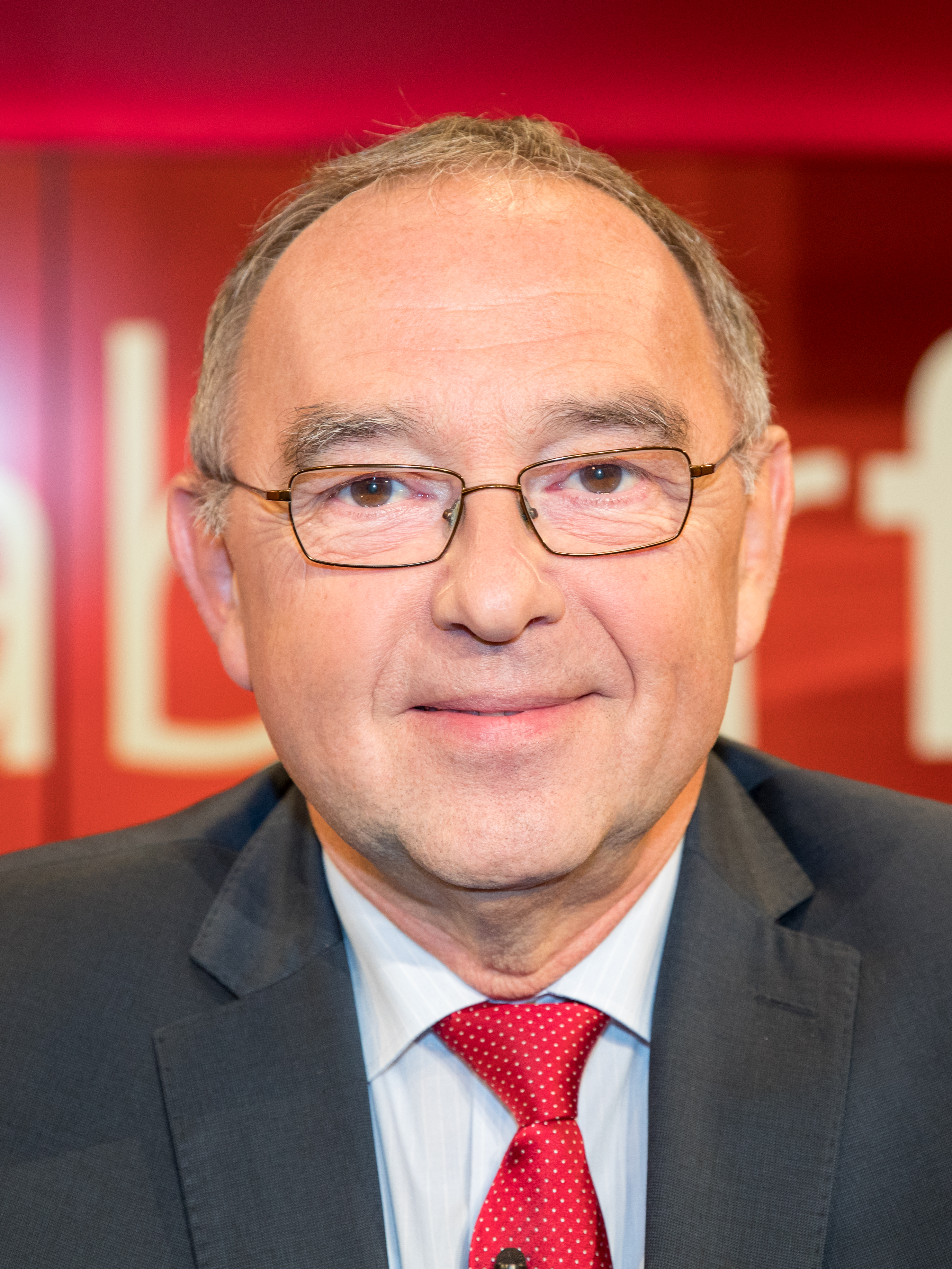
Norbert Walter-Borjans.
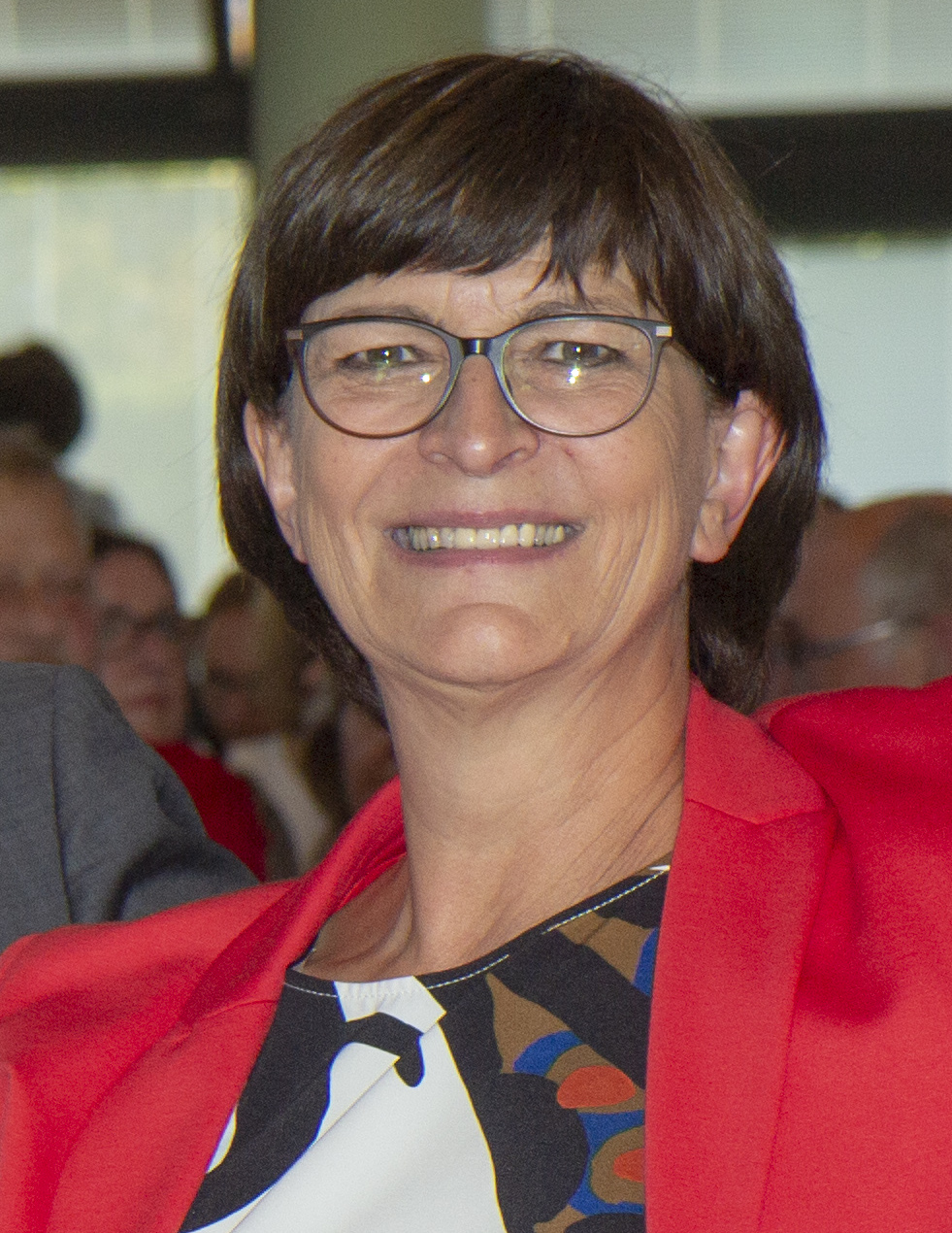
Saskia Esken.
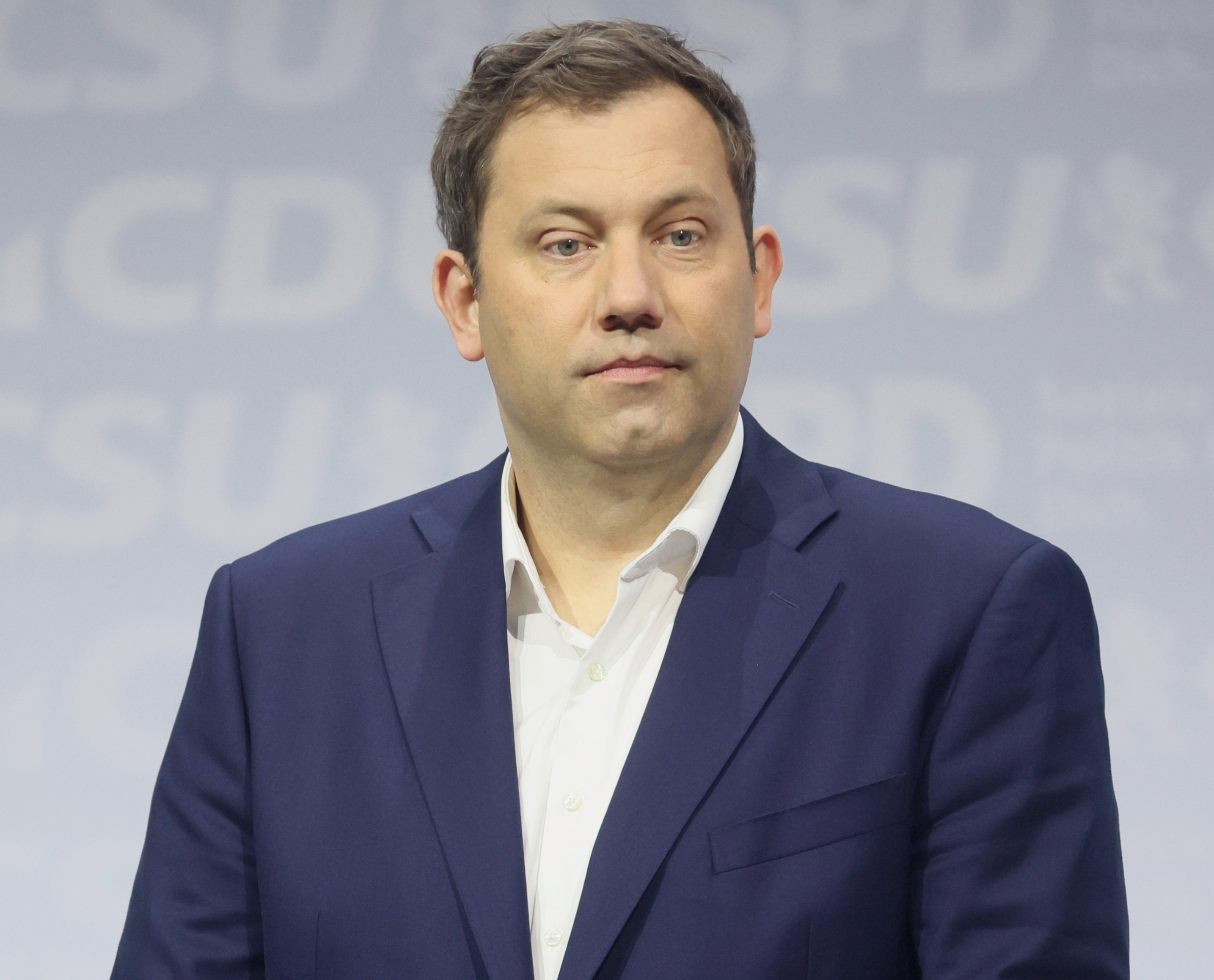
Lars Klingbeil.
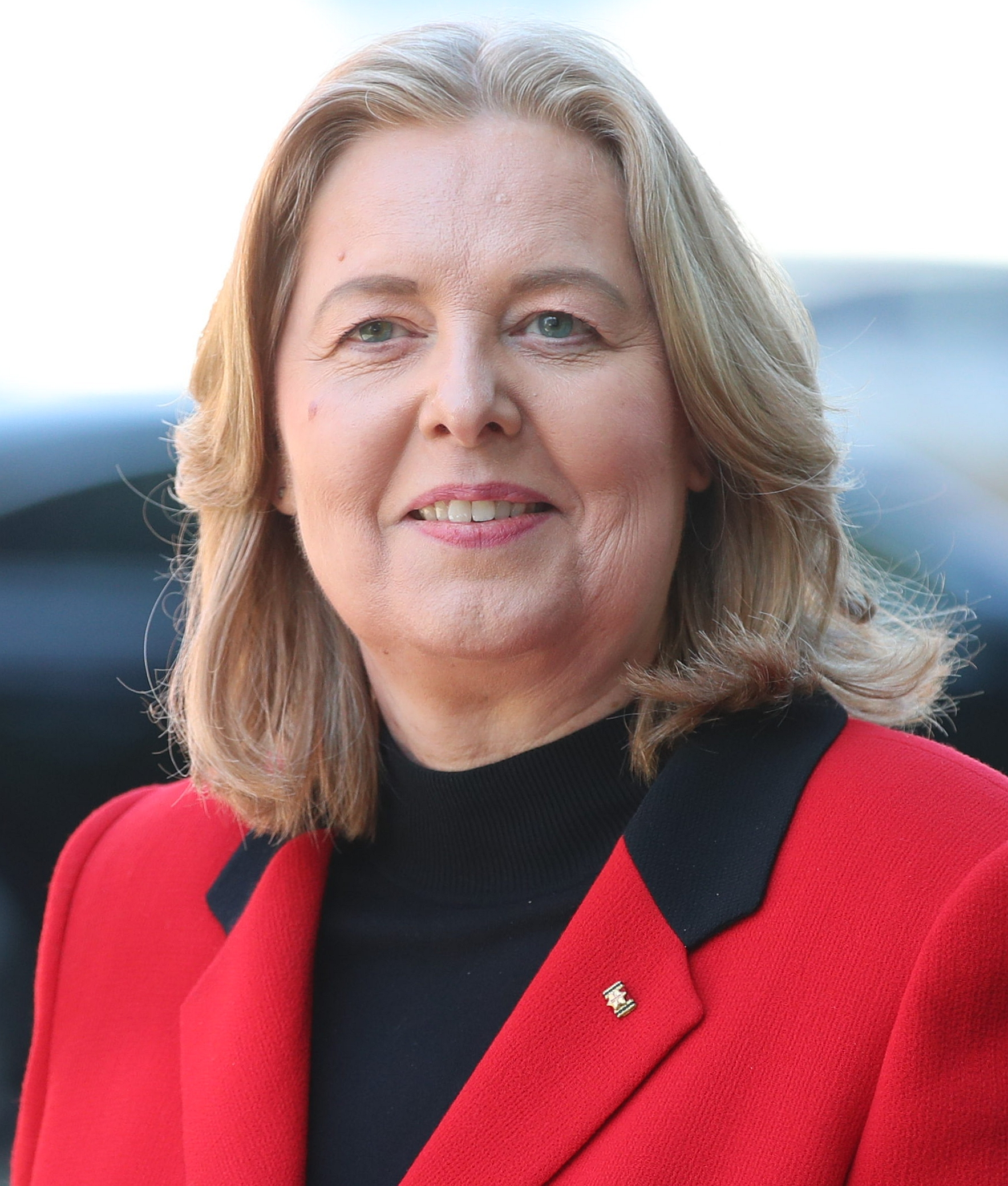
Bärbel Bas.

### Chanceliers sociaux-démocrates
| Numéro | Photo | Nom                             | Entrée en fonction | Fin des fonctions |
| ------ | ----- | ------------------------------- | ------------------ | ----------------- |
| 1      |       | Friedrich Ebert (1871-1925)     | 9 novembre 1918    | 11 février 1919   |
| 2      |       | Philipp Scheidemann (1865-1939) | 13 février 1919    | 20 juin 1919      |
| 3      |       | Gustav Bauer (1870-1944)        | 14 août 1919       | 26 mars 1920      |
| 4      |       | Hermann Müller (1876-1931)      | 27 mars 1920       | 8 juin 1920       |
| 5      |       | Hermann Müller (1876-1931)      | 28 juin 1928       | 27 mars 1930      |

| Numéro | Photo | Nom                        | Entrée en fonction | Fin des fonctions | Élection            |
| ------ | ----- | -------------------------- | ------------------ | ----------------- | ------------------- |
| 1      |       | Willy Brandt (1913-1992)   | 21 octobre 1969    | 7 mai 1974        | 1969                |
| 2      |       | Helmut Schmidt (1918-2015) | 16 mai 1974        | 1er octobre 1982  | démission de Brandt |
| 3      |       | Gerhard Schröder (1944-)   | 27 octobre 1998    | 22 novembre 2005  | 1998                |
| 4      |       | Olaf Scholz (1958-)        | 8 décembre 2021    | 6 mai 2025        | 2021                |

### Commissaires européens issus du SPD
- Wilhelm Haferkamp : Vice-présidence et Énergie (1967-1970), Vice-présidence, Marché intérieur et Énergie (1970-1973), Affaires économiques et financières (1973-1977) / Vice-présidence et Relations extérieures (1977-1985)
- Alois Pfeiffer : Affaires économiques, Emploi et Eurostat (1985-1989)
- Monika Wulf-Mathies : Politique régionale (1995-1999)
- Günter Verheugen : Élargissement (1999-2004) / Vice-présidence, Enterprises et Industries (2004-2009)

### Présidents d'Allemagne issu du SPD
| Numéro | Photo | Nom                           | Entrée en fonction | Fin des fonctions | Élection |
| ------ | ----- | ----------------------------- | ------------------ | ----------------- | -------- |
| 1      |       | Friedrich Ebert (1871 – 1925) | 11 février 1919    | 28 février 1925   | 1919     |

| Numéro | Photo | Nom                               | Entrée en fonction | Fin des fonctions | Élection |
| ------ | ----- | --------------------------------- | ------------------ | ----------------- | -------- |
| 1      |       | Gustav Heinemann (1899 – 1976)    | 1er juillet 1969   | 30 juin 1974      | 1969     |
| 2      |       | Johannes Rau (1931 – 2006)        | 1er juillet 1999   | 30 juin 2004      | 1999     |
| 3      |       | Frank-Walter Steinmeier (1956 – ) | 19 mars 2017       |                   | 2017     |